# OT-64装甲车
OT-64装甲车，或OT-64 SKOT （捷克語：Střední Kolový Obrněný Transportér，直译：轮式中型装甲运输车），是一种两栖装甲运输车（8x8），由波兰人民共和国（PRL）和捷克斯洛伐克（ČSSR）于20世纪60年代联合开发。
直到20世纪70年代初，捷克斯洛伐克和波兰生产了大约4500辆各种型号的OT-64装甲车，其中出口了不到三分之一。2002年，OT-64装甲车的现代化改造在波兰开始。最终由军用汽车厂推出了改造成功的KTO山猫。

## 历史

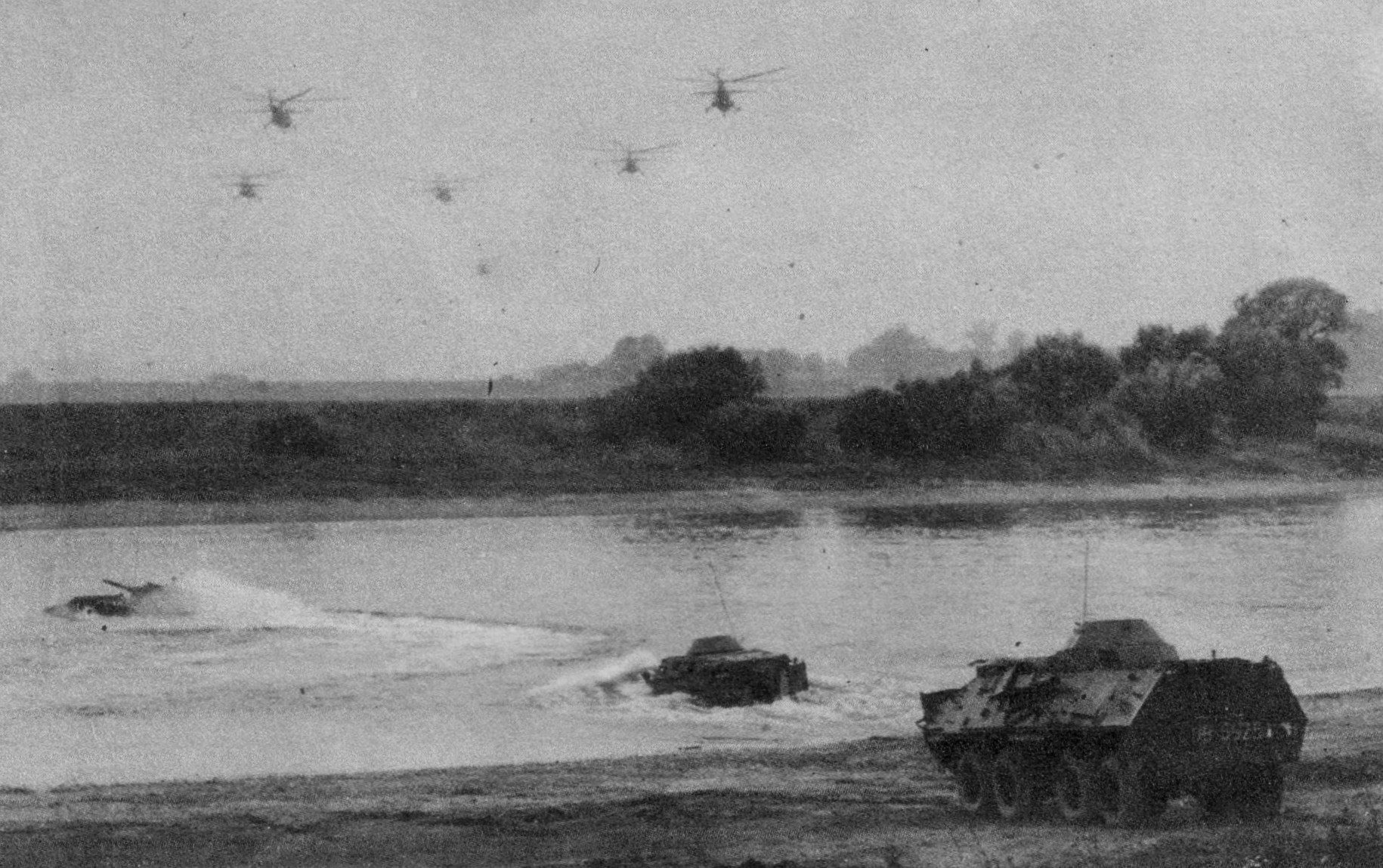
两栖突击演习中的一辆OT-64装甲车

OT-64旨在取代半履带式OT-810。第一辆原型车于1959年制造。1961年制造了第一批测试车。从1963年10月起，这些战车由FSC卢布林汽车厂在波兰卢布林生产。波兰工厂负责组装。OT-64的车体和炮塔（奥斯特罗维茨冶金厂和琴斯托霍瓦冶金厂）、悬挂系统元件（斯塔洛瓦沃拉冶金厂）和车载武器（位于塔尔努夫的塔尔努夫机械制造厂）均在波兰制造。推进系统和动力传动部件，如发动机、变速箱、悬架和车轴均在捷克斯洛伐克生产。发动机由太脱拉制造，变速箱由普拉加制造，底盘也从捷克斯洛伐克进口。
生产于1971年7月停止。在生产的约4500辆OT-64中，其中约2500辆被波兰陆军获得，其中约2000辆被捷克斯洛伐克陆军获得。后来，在引进BMP-1步兵战车后，OT-64装甲车又出口到其他国家。如今它们逐渐被更新的战车取代。

## 技术

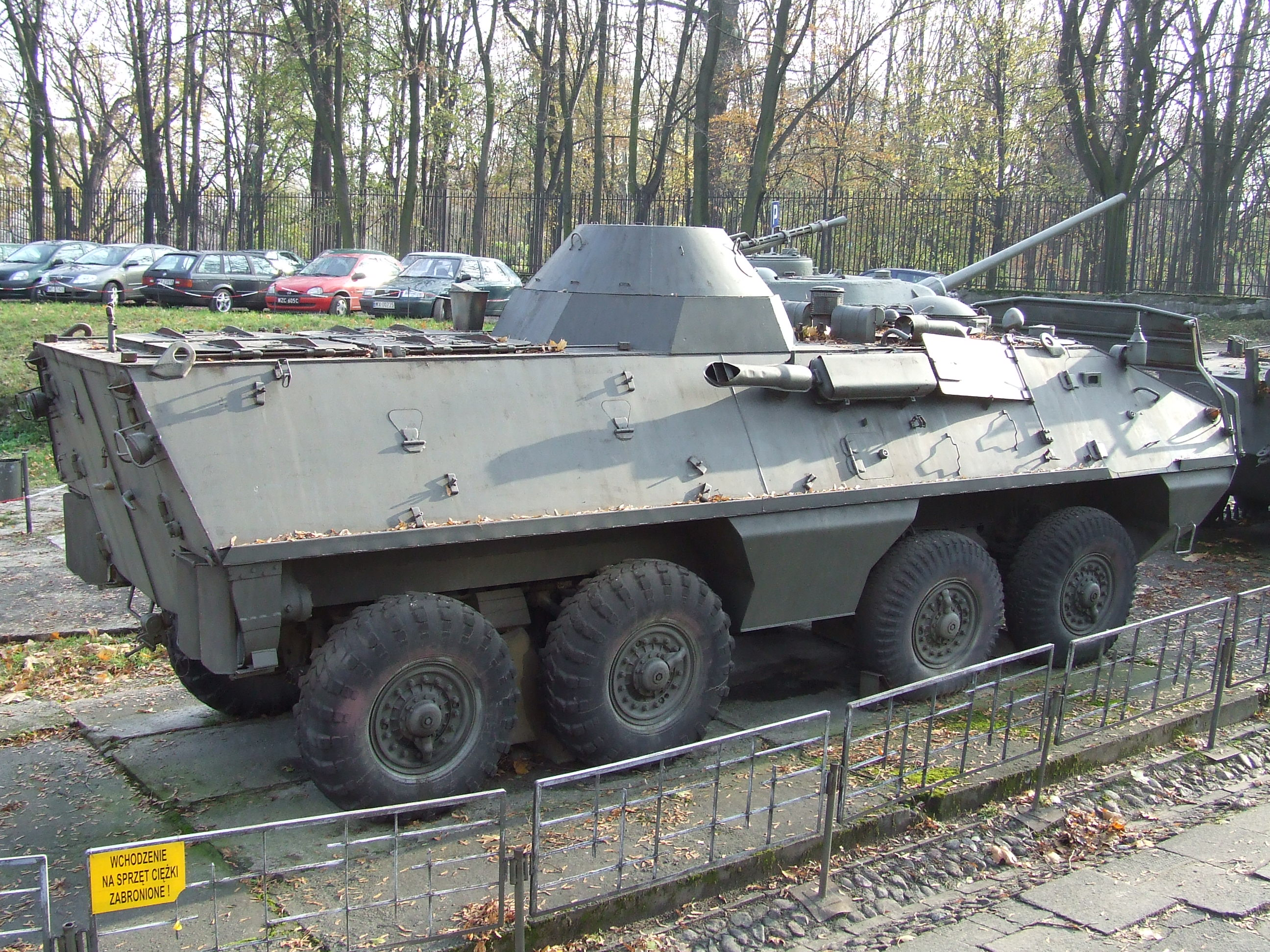
波兰陆军博物馆的OT-64C

OT-64安装了一个预选式普拉加-威尔逊变速箱，5个前进档+1个倒档。使用变速杆选择档位。当需要换档时，结合左踏板、换档动作/离合器，左踏板踩到底会发出嘶嘶的空气声。松开踏板时，干式离合器在复位弹簧回弹至大约一半的行程后接合。
然后，驱动器传递到具有低速、空档和高速比的辅助变速箱，需要在起步前进行选择，以供公路/空档/越野使用。司机可在10个前进档和2个倒车档中选择。换档踏板是液压的，动作时会打开空气阀，以供所选档位接合。
OT-64是对苏联BTR-60存在的缺憾的直接回应。与此相对，OT-64使用柴油发动机代替了汽油发动机。这减少了火灾的风险，同时增加了作战范围。与俄罗斯的竞品相比，OT-64的主要优势是全装甲内饰。人员入口位于车辆后部，通过双开门进入。OT-64拥有NBC防护设施和夜视设备。它为所有车轮提供中央充气，可由司机控制。 OT-64可空运和涉水，后部安装有两个螺旋桨。
有多种衍生型号问世。一些OT-64被重新装备以用于防空或被改造为反坦克战车。例如，可以装备AT-3匣钵导弹作为武器。

## 服役记录
OT-64装甲车于1963年开始在波兰和捷克斯洛伐克军队服役。一直生产至20世纪70年代初。目前仍被波兰和斯洛伐克使用，其中包括由斯洛伐克警察使用的型号。2006年，捷克使用的OT-64则被新型装甲车潘德II CZ取代。
20世纪90年代，斯洛伐克从捷克购买了数百辆OT-64系列装甲车（1994年150辆，1998年100辆）。后来，斯洛伐克主要将它们卖给了非洲国家。OT-64装甲车出口至11个国家。总计生产了约4500辆。

## 衍生型

### 捷克斯洛伐克

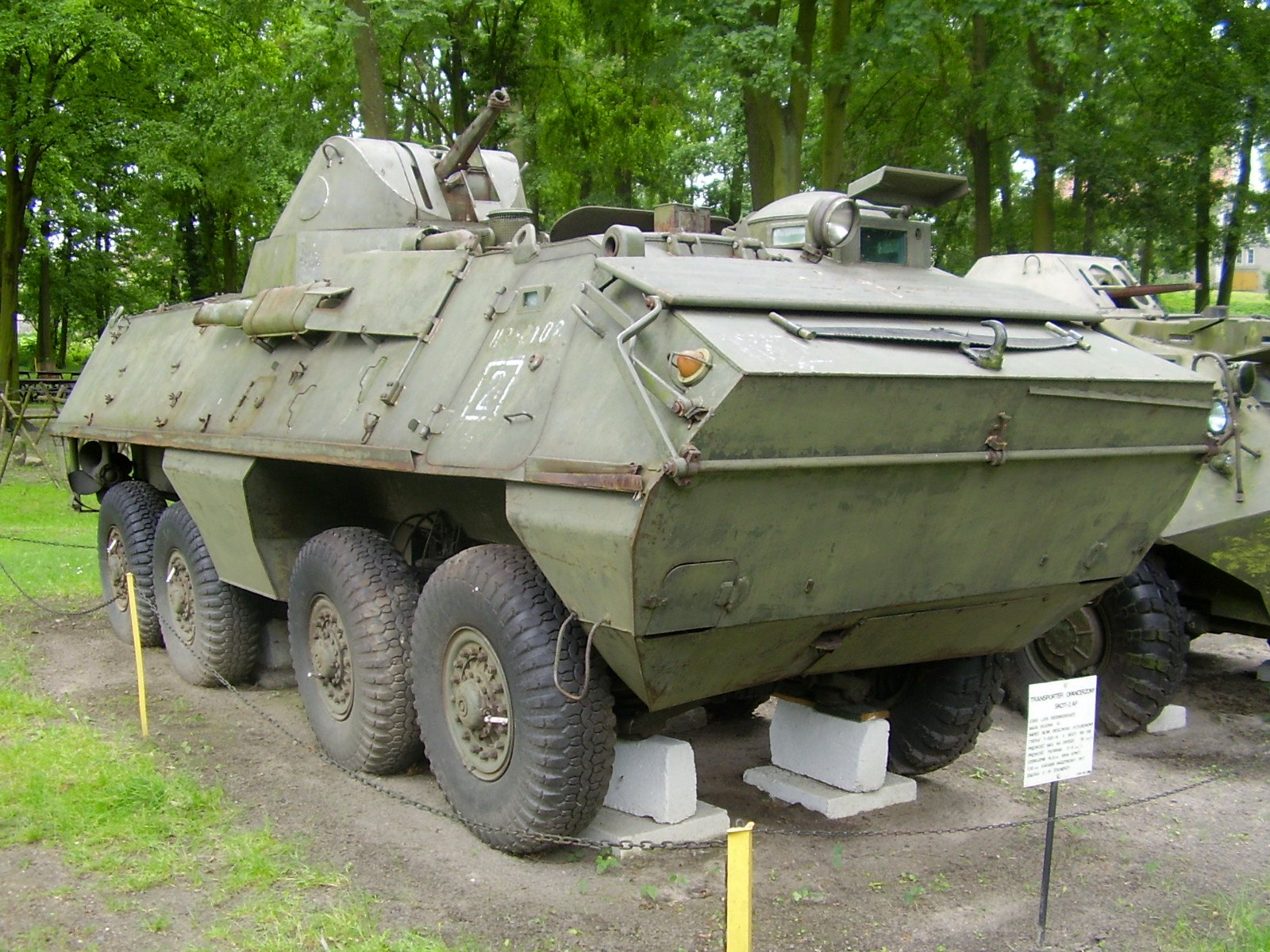
一辆OT-64C(2)（波兰国内称为SKOT-2AP）

- OT-64：原始型号，相当于APC。早期型号没有武器，但后来配备了同轴7.62毫米轻机枪或12.7毫米DShK 1938/46重机枪。与此对应，在西方国家分别被称为OT-64A和OT-64B。一些配备12.7毫米DShK 1938/46重机枪的OT-64装甲运输车在机枪支架周围装有防护罩。[1][8]
  - OT-64配备了OT-65A的小型炮塔。然而，这种型号装备了双机枪，没有82毫米T-21“小隼炮”（捷克語：Tarasnice 21）无后坐力炮。[8]
  - DTP-64：捷克维修型号，配有牵引杆、焊接设备和一台起重1吨的手动起重机。有两个子型号，即用于机械化步兵部队的DTP-64/M和用于坦克部队的DTP-64/T。图片
  - OT-64 ZDRAV或ZDR-64救护车。图片

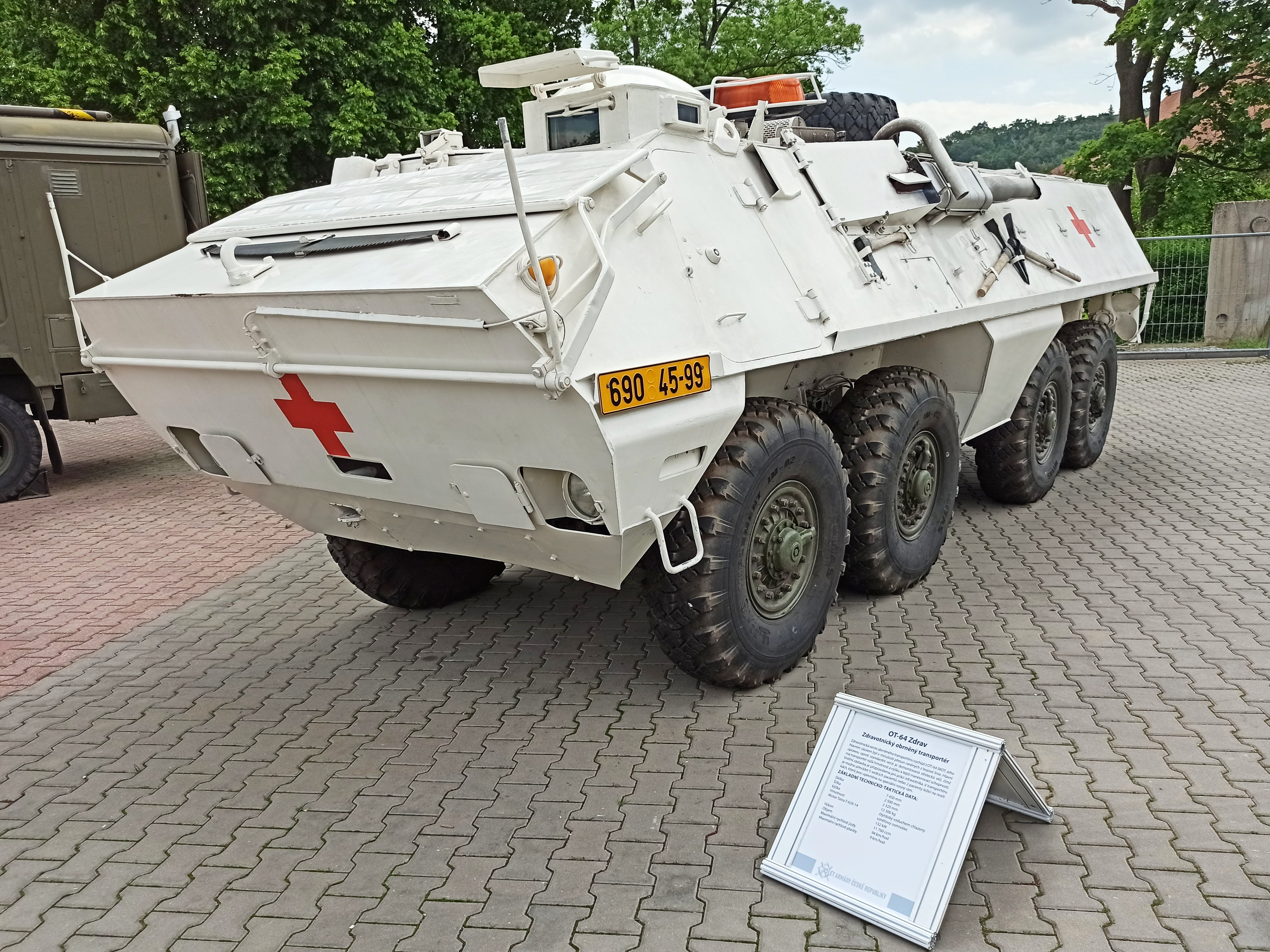
ZDR-64

- - OT-64A：改进型配备了苏联BRDM-2装甲侦察车的BPU-1炮塔，配备14.5毫米KPVT重机枪和7.62毫米PKT同轴机枪。在西方国家的资料中，这个型号通常被称为OT-64C。20世纪90年代末，一部分将炮塔更换为同轴机枪，用于维和行动。图片 （页面存档备份，存于）OT-64A是多个型号的指挥车（VSOT，直译：总部参谋装甲运输车）的核心，配备多个无线电装置、一台1kW发电机和一根天线杆：
    - VSOT-64/R2 R102：无武装的信号和指挥车。
    - VSOT-64/R2 R105：无武装的信号和指挥车。
    - VSOT-64/R2 R108：无武装的信号和指挥车。
    - VSOT-64/R2M：安装OT-64A炮塔的信号和指挥车。图片
    - VSOT-64/R3：无武装的信号和指挥车。
    - VSOT-64/R3MT：无武装的信号和指挥车。图片
    - VSOT-64/R4MT：无武装的信号和指挥车。
    - VSOT-64/R4RT：无武装的信号和指挥车。
    - OT-64A的炮塔两侧均装有ATGM底座[8]
    - OT-64A配备了新型炮塔，武器高度更高。类似于波兰的SKOT-2AP。[8]
    - OT-93：OT-64A的出口型号，其原装炮塔被OT-65（英语：BRDM-1）M或OT-62装甲车（英语：OT-62 TOPAS）的炮塔取代。武器装备包括一挺7.62毫米机枪。图片

  - OT-64眼镜蛇（OT-64 Cobra）[9][10]：步兵战车型号，配备全新的DVK-30炮塔（斯洛伐克ZTS公司生产）[11][12][13]和30毫米2A42机炮，未量产。

### 波兰人民共和国

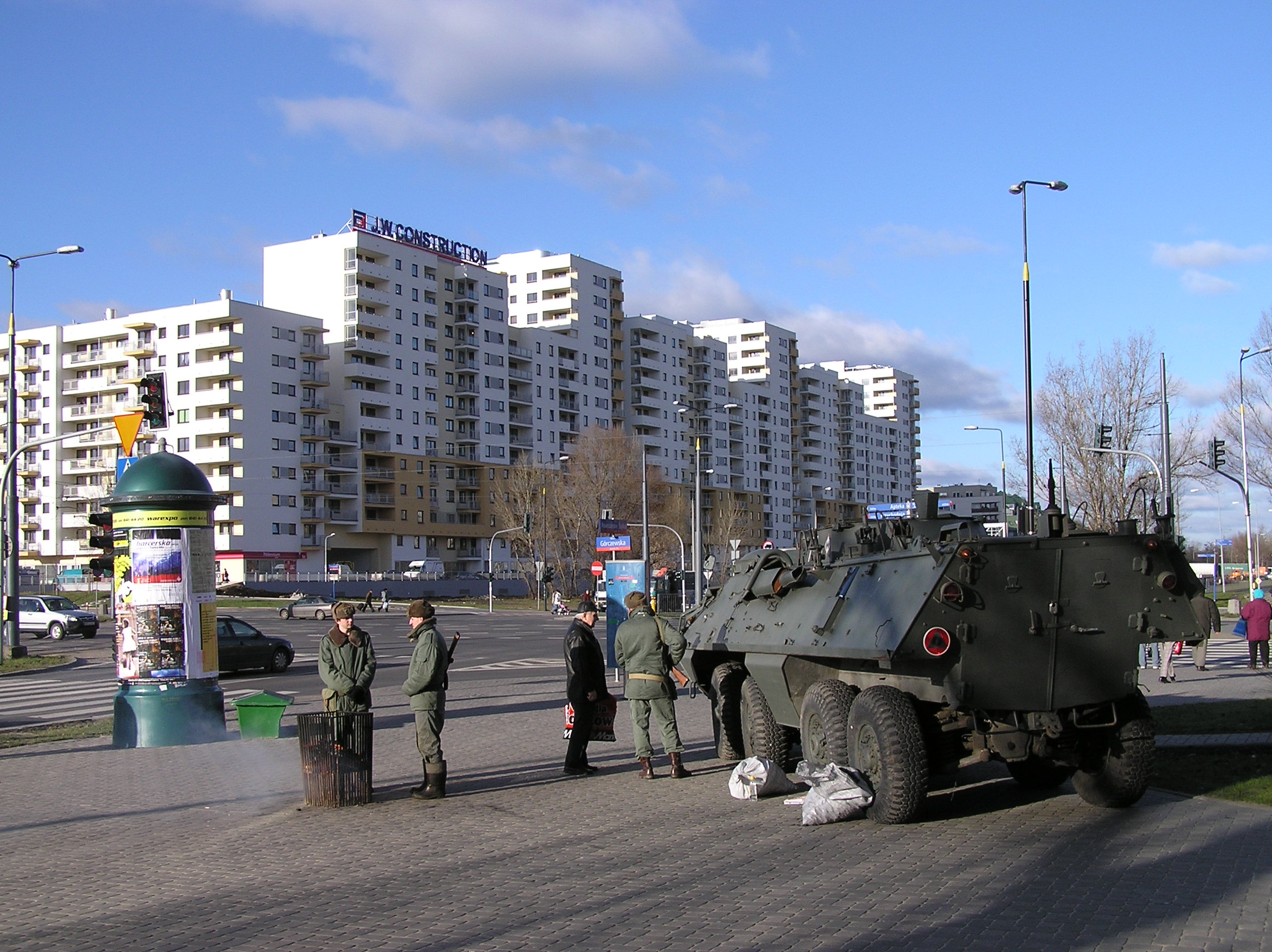
波兰戒严期间的SKOT-1A。华沙，2007年12月13日（纪念1981年12月13日）

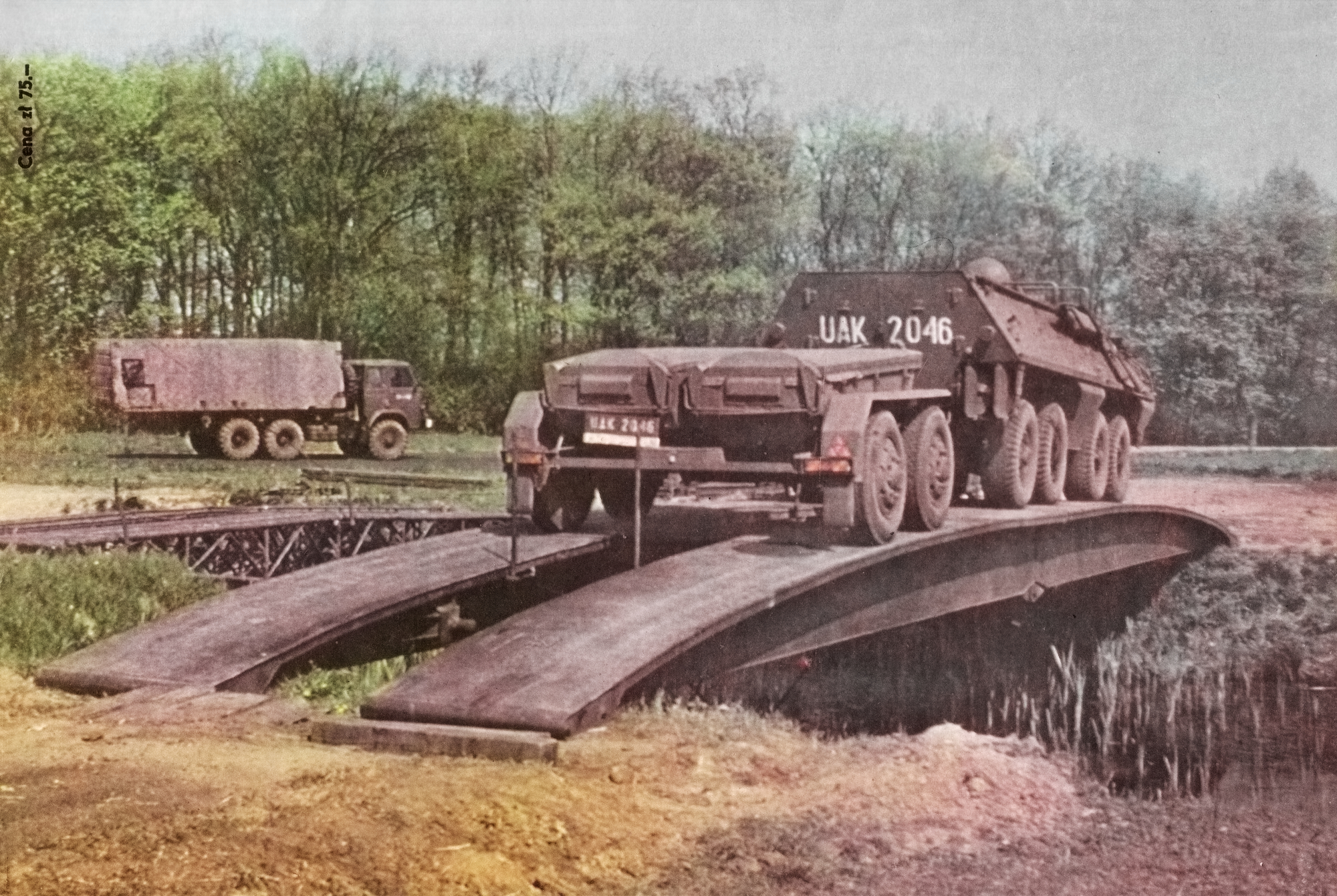
波兰SKOT S-260工程车牵着拖车通过一座由架桥坦克架起的桥

- SKOT-1：早期的无武装型号，类似于OT-64。[1]
  - SKOT-1A：SKOT-1在载员舱前部装有上层结构。上层结构有一个大型的两片式舱口。[1]
    - SKOT R-3：团级和更高级指挥使用的无武装指挥车。配备了4台无线电、1台无线电接收器、1台微波无线电中继器和1部无线电话。战车由七名成员操作。[1]
      - SKOT R-3M：战斗工兵部队的无武装信号和指挥车。
      - SKOT R-3Z：配备现代化无线电设备的SKOT R-3，其中包括第二个微波无线电中继器。[1]

    - SKOT R-4：师级和陆军指挥使用的无武装指挥车。配备了4个无线电、3个无线电接收器和3部无线电话。[1]
    - SKOT-WPT（直译：技术应急车）：配备轻型起重机的技术支持车。
    - SKOT S-260 Art（直译：火炮）：供迫击炮小队或反坦克小队使用的火炮拖车或运输车。
    - SKOT S-260 Inż（直译：工程）：配有反坦克扫雷架，用于牵引机械布雷或扫雷系统。
    - SKOT-2：上层结构上安装了同轴机枪的SKOT-1A。安装了两种类型的机枪：7.62毫米轻机枪（起初使用的是SGMT，后来改为PKT）或12.7毫米DShK 1938/46重机枪。机枪支架的侧面有装甲板防护。[1]
      - SKOT-2A：设计于20世纪60年代末，带有BRDM-2（英语：BRDM-2）炮塔的型号，波兰国内代号SKOT-2A。该车配备锥形炮塔，车顶装有14.5毫米KPV重机枪和7.62毫米PKT同轴轻机枪。载员舱内运送的士兵数量从18人减少到10人。此型号在西方国家通常被称为OT-64C。[1]
        - SKOT 2AM：一小部分波兰SKOT-2A APC在炮塔侧面安装了9M14婴儿（AT-3匣钵）ATGM发射器。发射器由装甲板或金属丝网保护。在西方国家被称为OT-64C(1A)。[1]
        - SKOT R-2：营、团级指挥使用的指挥车。配备了4个无线电设备：R-112、R-113和2个R-105。由七名成员操作。[1]
          - SKOT R-2AM：火炮部队使用的无武装指挥和火控车。
          - SKOT R-2M：安装SKOT-2A炮塔的信号和指挥车。

        - SKOT R-6：无武装的信号和指挥车。
        - SKOT-2AP：波兰改装版，配备新型WAT防空炮塔、14.5毫米重机枪。炮塔的武器高度较高，因此可用于向空中目标开火。炮塔配备新型CGS-90瞄准镜。此车在西方国家被称为OT-64C(2)。[1]

  - KTO WR-02山猫（英语：KTO Ryś）（KTO，直译：轮式装甲运输车，而Ryś则是山猫的意思）：大幅升级版，配备依维柯Cursor 8发动机。项目由波兹南军用汽车厂（波兰语：Wojskowe Zakłady Motoryzacyjne）执行。
    - KTO WR-02山猫-2（英语：KTO Ryś）：KTO WR-02山猫的出口型号。

### 乌拉圭
- M64轮式装甲车（西班牙語：Vehículos acorazados de ruedas M64）：乌拉圭版OT-64，配备一挺机枪。[8]
- M93轮式装甲车（西班牙語：Vehículos acorazados de ruedas M93）：乌拉圭版OT-93。[8]

## 使用方

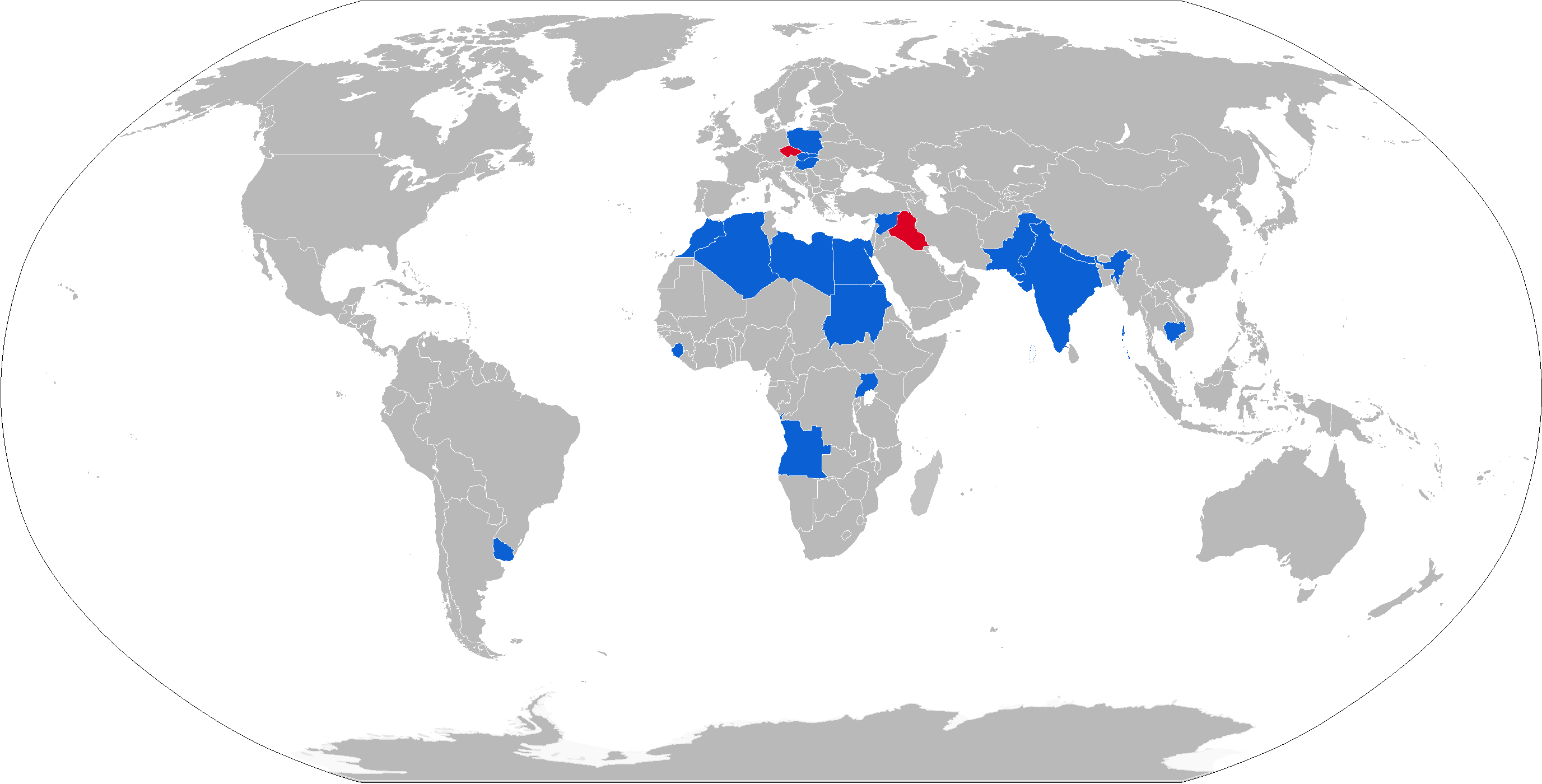
当前仍在使用OT-64装甲车的国家在地图上显示为蓝色，红色代表前使用国

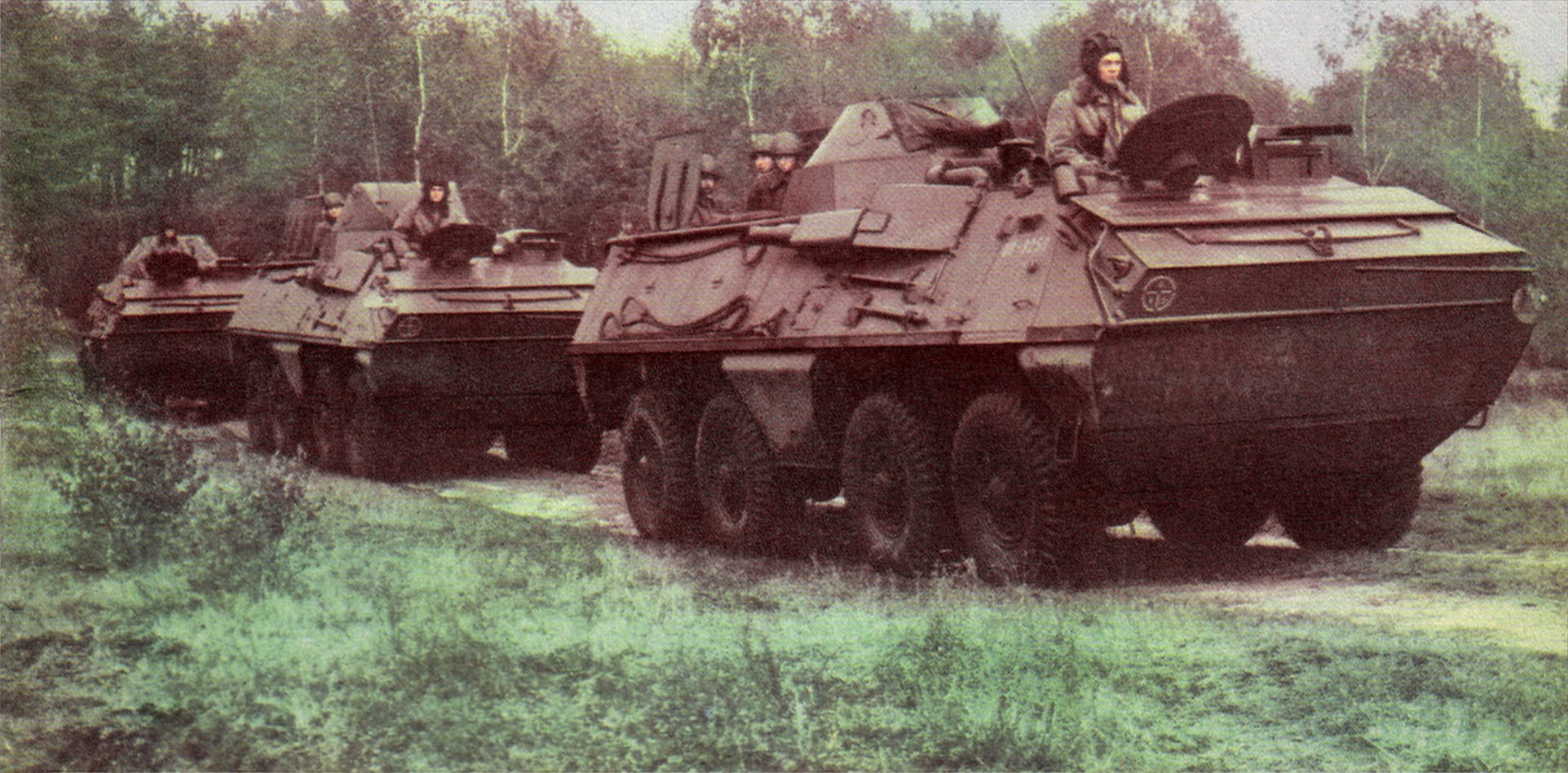
波兰1971年，两辆OT-64C装甲运输车和一辆OT-64C(2)装甲运输车

- 阿尔及利亚：151辆配备同轴机枪的OT-64装甲运输车和75辆OT-64A（装有BRDM-2炮塔的型号），1993年订购于捷克，1994年至1995年间交付。最初没有武装，交付前在斯洛伐克重新武装。[14]目前有150辆尚在服役。[15]
- 安哥拉：9辆OT-64A（配备BRDM-2炮塔的型号），1993年订购于斯洛伐克，1994年交付，这些战车此前曾在斯洛伐克服役。[14]
- 柬埔寨：26辆配备同轴机枪的OT-64装甲运输车，1994年订购于从捷克，1994年交付，这些战车此前曾在捷克服役。[14]目前还剩40辆，但可完全投入使用的可能更少，因为柬埔寨266辆APC中只有140辆被完全投入使用。所有的OT-64装甲运输车显然都已进入金边预备役部队，其中一些被军警使用。
- 埃及：200辆OT-64A（装有BRDM-2炮塔的型号），1968年订购于捷克斯洛伐克，1969年至1970年间交付。[14]目前有300辆正在服役。[16]
- 匈牙利：正在服役的战车数量未知。[17]
- 印度：300辆OT-64A（装有BRDM-2炮塔的型号），1969年订购于捷克斯洛伐克，1971年至1974年间交付。[14]
- 利比亞：50辆OT-64A（装有BRDM-2炮塔的型号），1973年订购于捷克斯洛伐克，1974年交付。[14]
- 摩洛哥：95辆OT-64A（装有BRDM-2炮塔的型号），1968年订购于捷克斯洛伐克，1968年至1970年间交付。[14]
- 尼泊尔：8辆OT-64A（装有BRDM-2炮塔的型号），2007年订购于捷克，2008年交付，这些战车此前曾在捷克服役，订购后供驻苏丹的尼泊尔联合国部队使用。[14]
- 巴基斯坦：6辆OT-64A（装有BRDM-2炮塔的型号），1993年订购于斯洛伐克，1993年交付，这些战车此前曾在斯洛伐克服役。[14]
- 波蘭：20世纪90年代初，OT-64装甲车逐渐被波兰陆军撤出。目前库存约有300-400辆，特别是指挥车（R-2AM/AMT（用于火炮部队）和R-3M）以及工程车和训练车。
- ：10辆配备同轴机枪的OT-64装甲运输车，1993年订购于斯洛伐克，1994年交付，这些战车此前曾在斯洛伐克服役。[14]
- 斯洛伐克：2018年起开始退役并更换新型步兵战车。[18]
- 斯里蘭卡：基于OT-64装甲车的指挥车。
- 苏丹：40辆OT-64A（装有BRDM-2炮塔的型号），1969年订购于捷克斯洛伐克，1970年交付。[14]
- 叙利亚：300辆OT-64A（装有BRDM-2炮塔的型号），1976年订购于捷克斯洛伐克，1977年至1979年间交付。[14]
- 乌干达：36辆OT-64A（装有BRDM-2炮塔的型号），1967年订购于捷克斯洛伐克，1968年交付。[14]被发现参与了1978年乌坦战争。[19]
- 乌克兰：乌克兰侦察组织普拉斯特 (乌克兰)（英语：Plast）为第103独立国土防御旅购买了1辆。[20][21]
- 乌拉圭：100辆OT-64A（配备BRDM-2炮塔的型号），1994年订购于捷克，1995年交付，这些战车此前曾在捷克服役，并在交付前按照OT-93的标准进行了现代化改造。18辆OT-64A（配备BRDM-2炮塔的型号），1996年订购于捷克，1999年交付，这些战车以前在捷克服役，并在交付前按照OT-93的标准进行了现代化改造。12辆配备同轴机枪的OT-64装甲运输车，1999年订购于斯洛伐克，1999年交付。这些战车此前曾在斯洛伐克服役，并通过捷克交付。[14]

### 前使用方
- 捷克斯洛伐克：由继承国获得。
- 捷克：2006年退役，并被新型装甲车潘德II CZ取代。[2]（截至2008年1月1日，装备中有28辆OT-64 APC。）[22]
- 伊拉克：200辆OT-64A（装有BRDM-2炮塔的型号），1980年订购于捷克斯洛伐克，1981年交付。[14]全部都被摧毁或报废了。

### 民间使用方

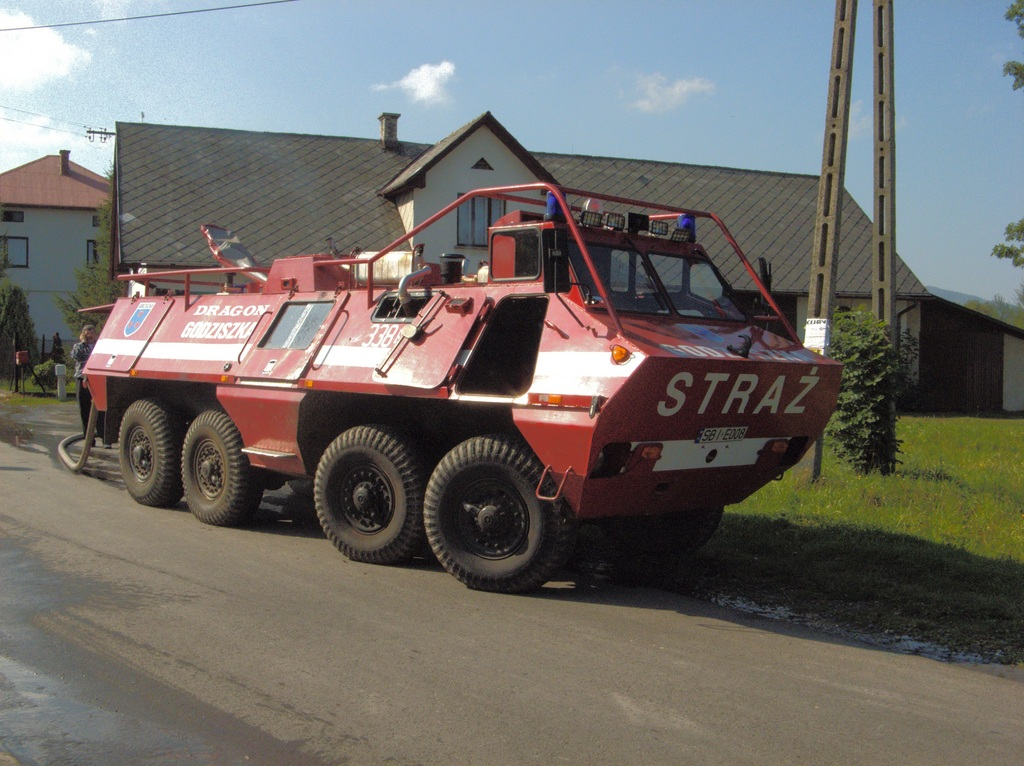
OT-64改装的消防车

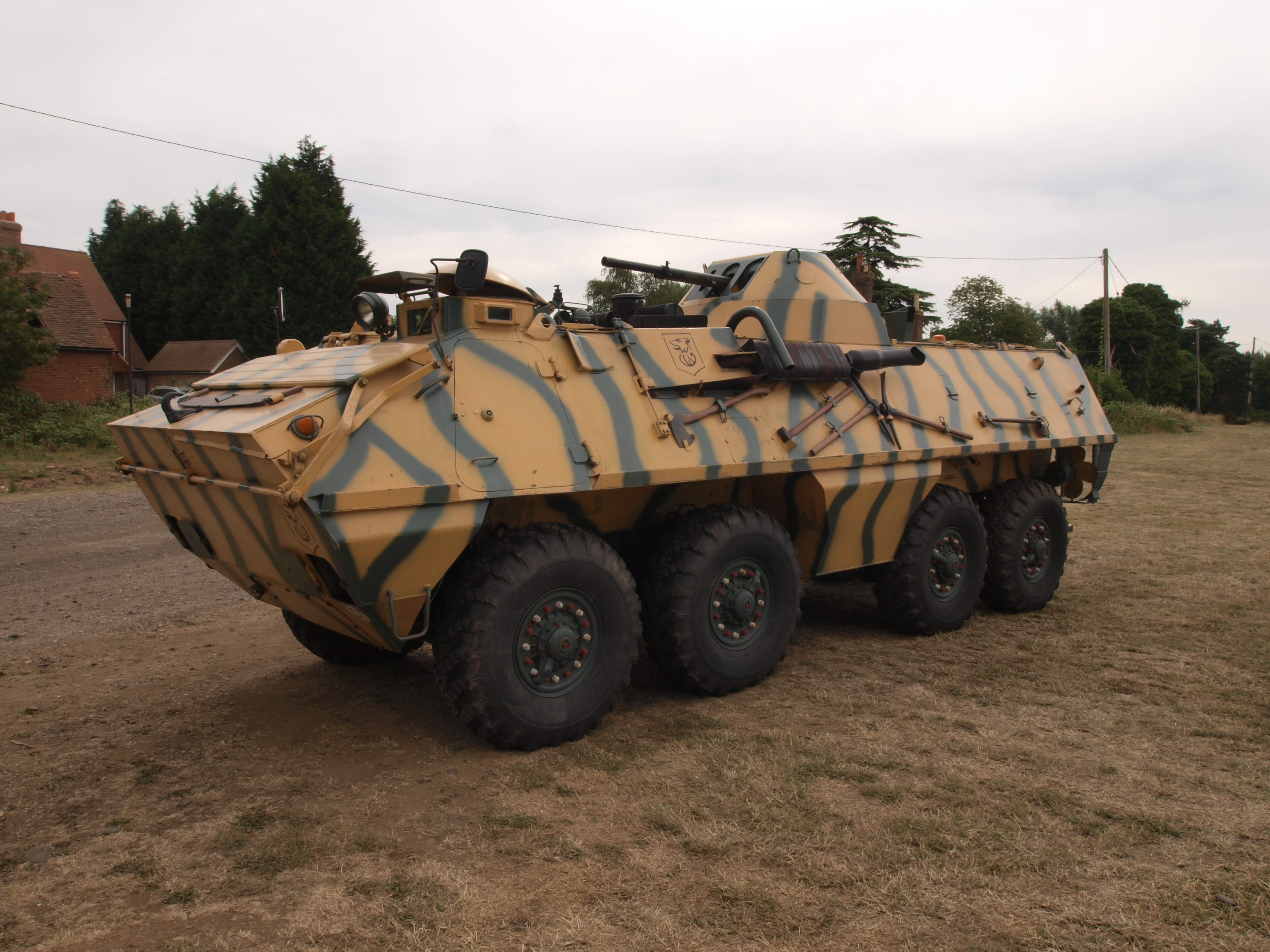
一位民间收藏者的OT-64 APC

- 至少2辆OT-64装甲车（一辆在捷克，一辆在波兰）已被改装并用作消防车[23]
- 波兰和捷克的许多OT-64装甲车都被卖给了私人，他们确保这些战车正常行驶，并定期在军事爱好者集会上展示。[24]在捷克，私人拥有的一些OT-64有车牌，可以在公共道路上行驶。[25]

## 相册

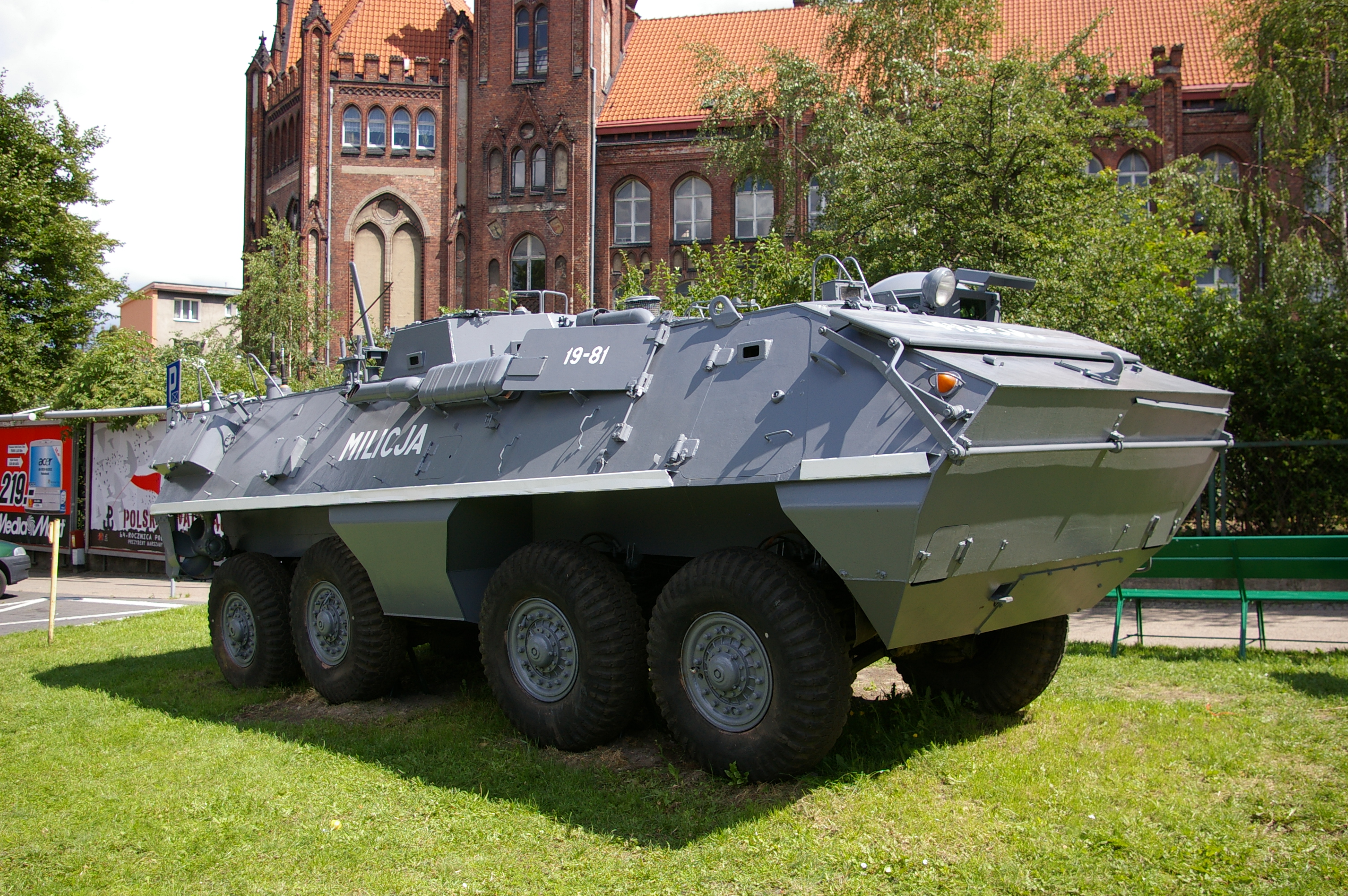
格但斯克的一辆OT-64
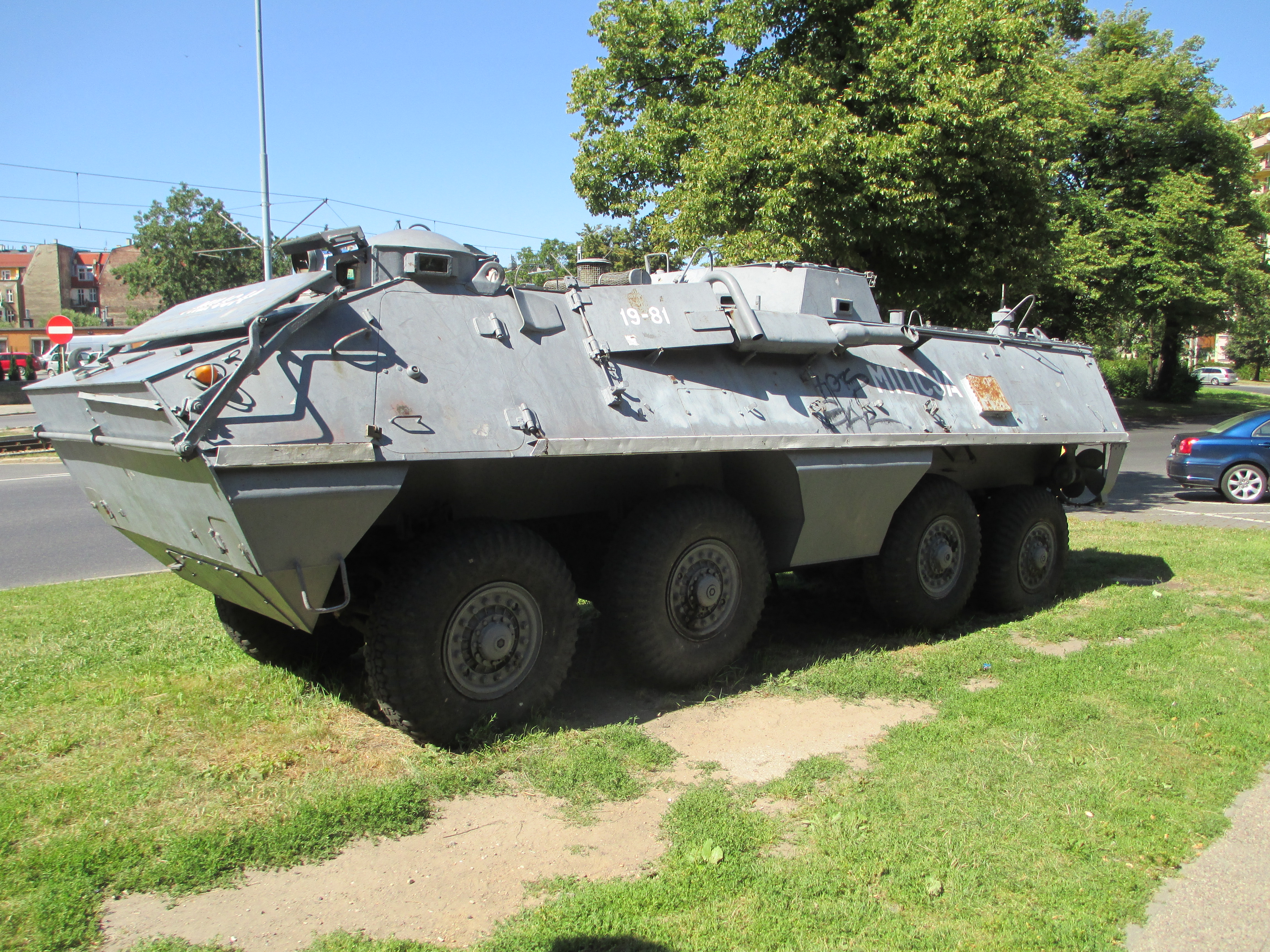
格但斯克的一辆OT-64
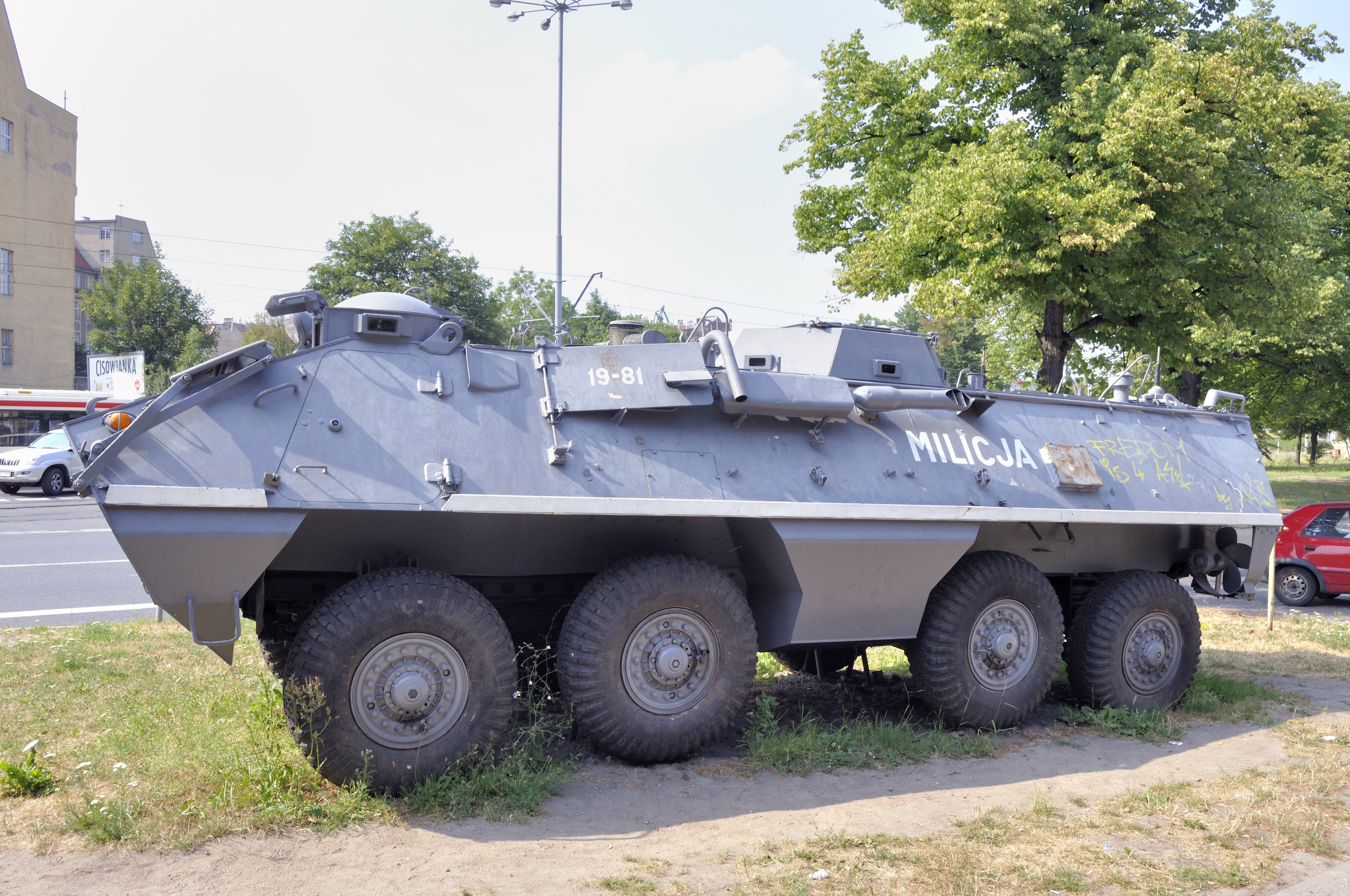
格但斯克的一辆OT-64
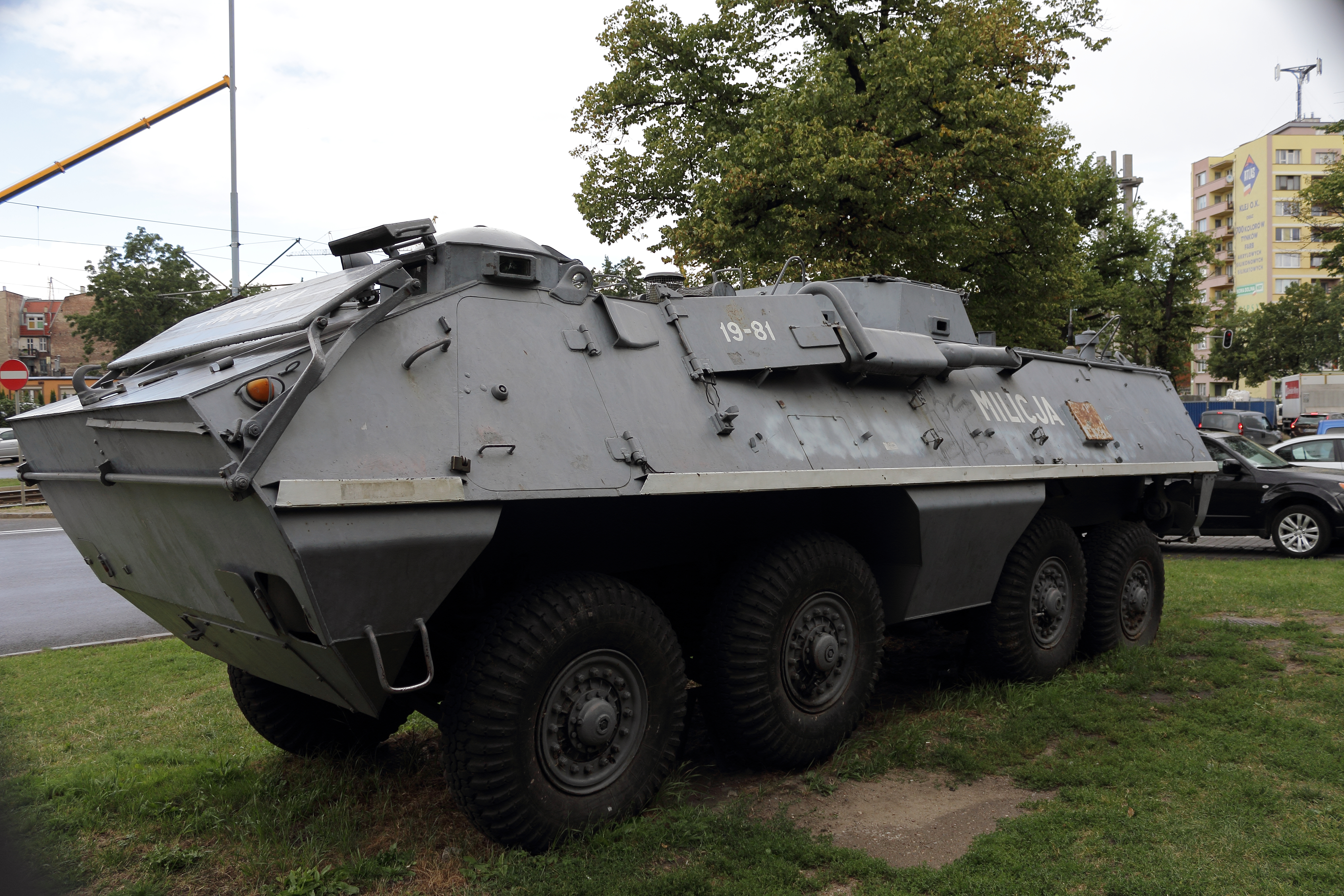
格但斯克的一辆OT-64
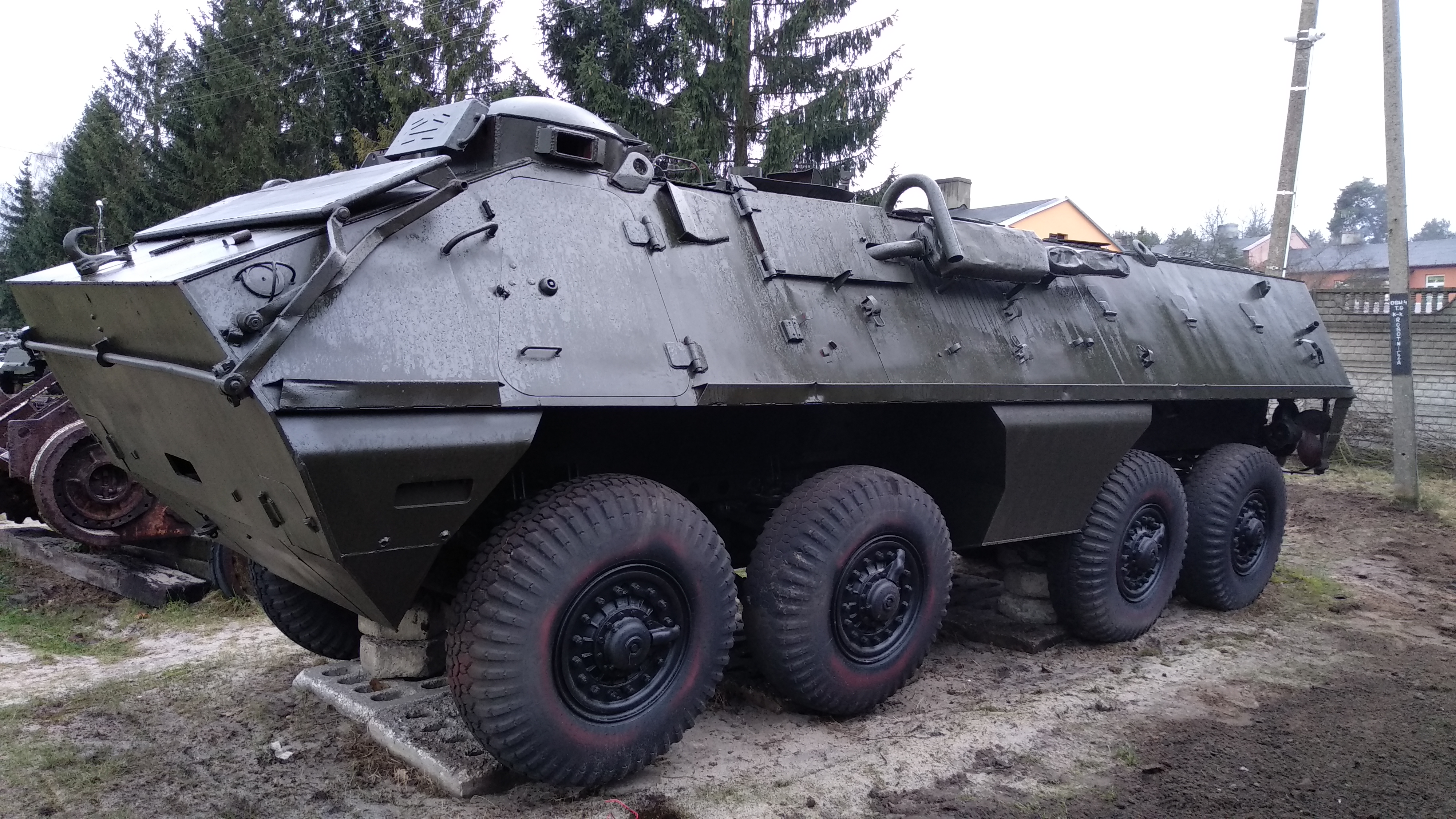
斯卡日斯科-卡缅纳的一辆OT-64
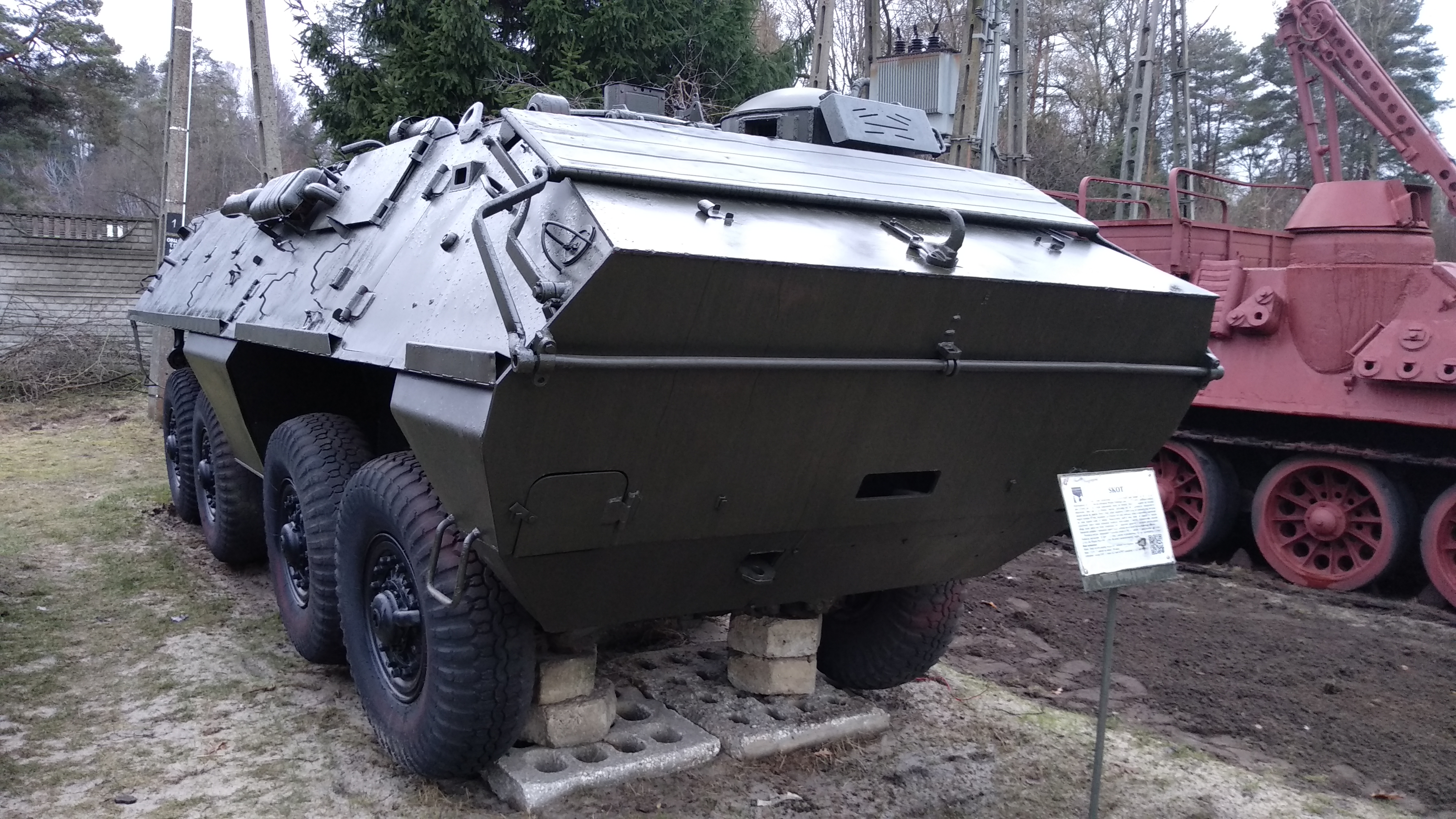
斯卡日斯科-卡缅纳的一辆OT-64
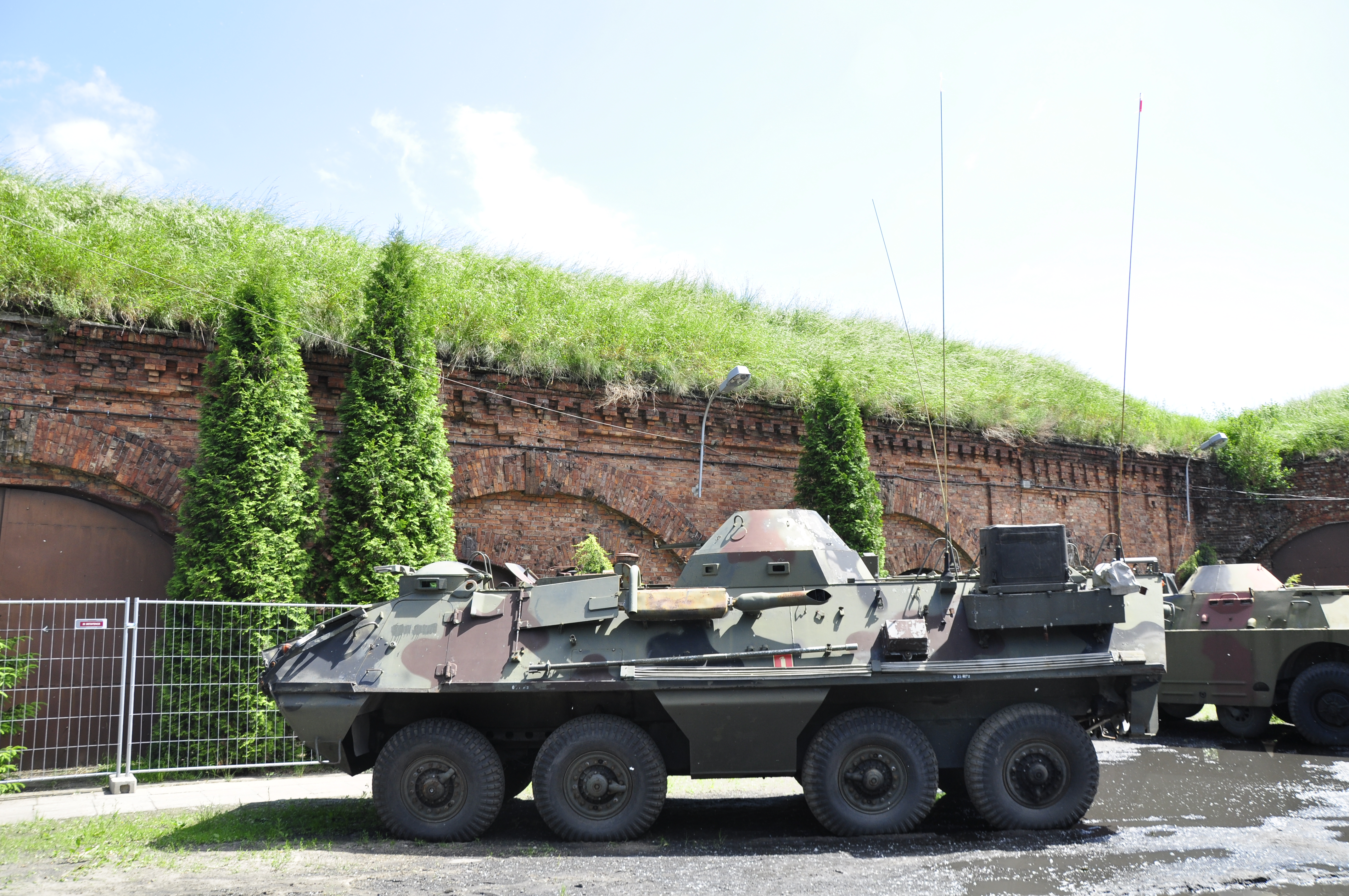
华沙要塞第IX堡（波兰语：Fort IX Twierdzy Warszawa）博物馆的一辆OT-64C
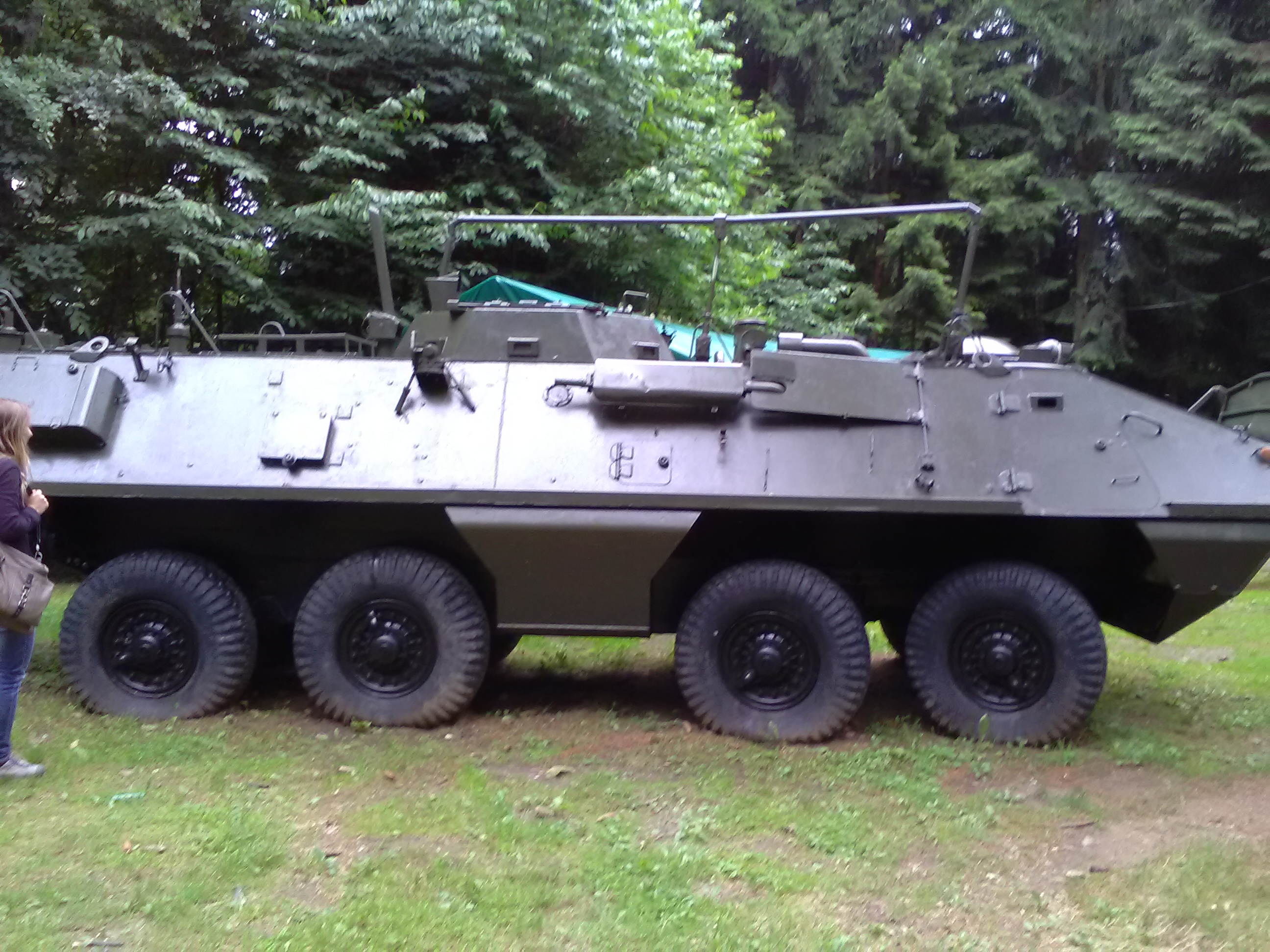
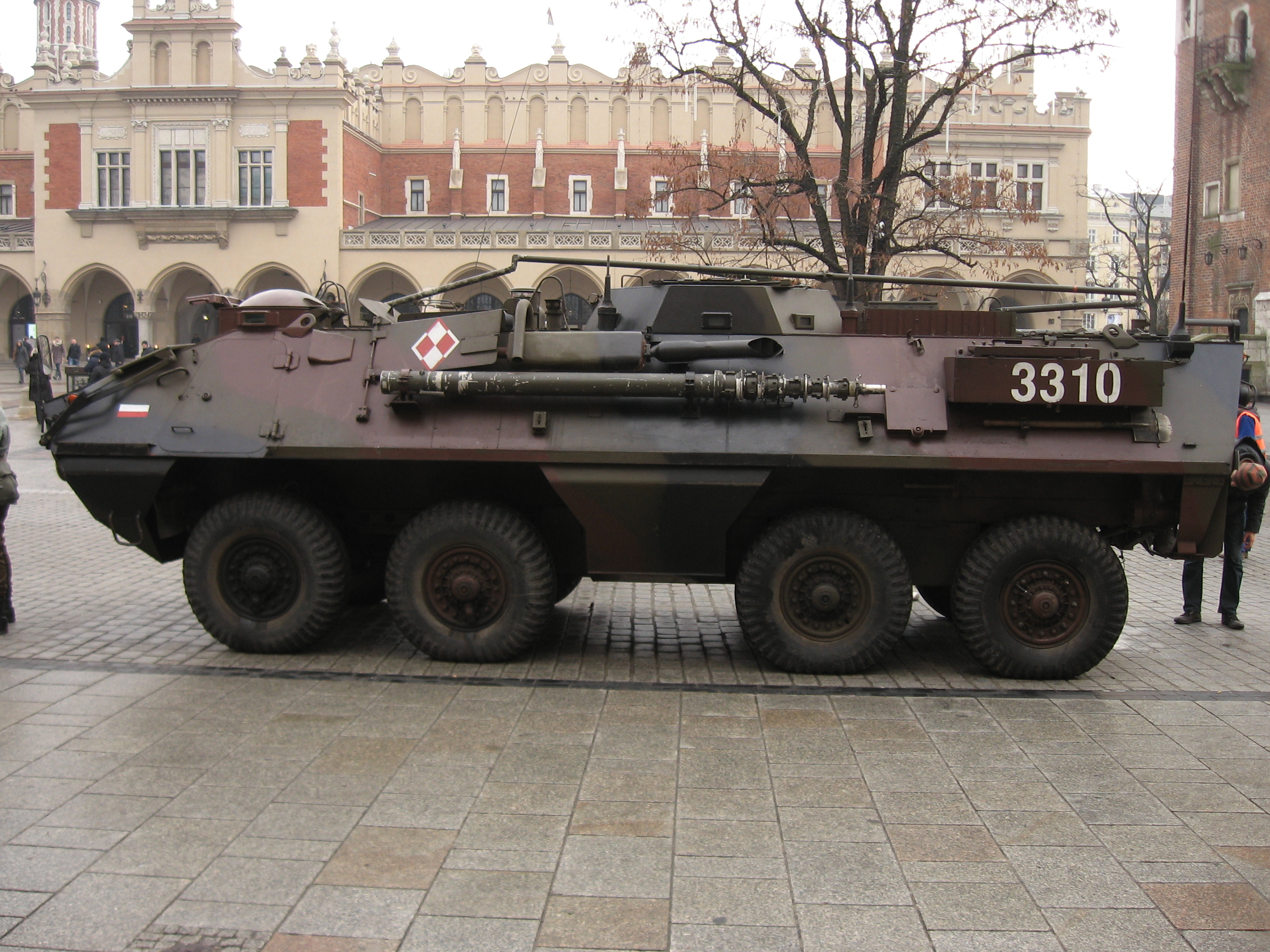
克拉科夫中央集市广场上的一辆OT-64C(1A)
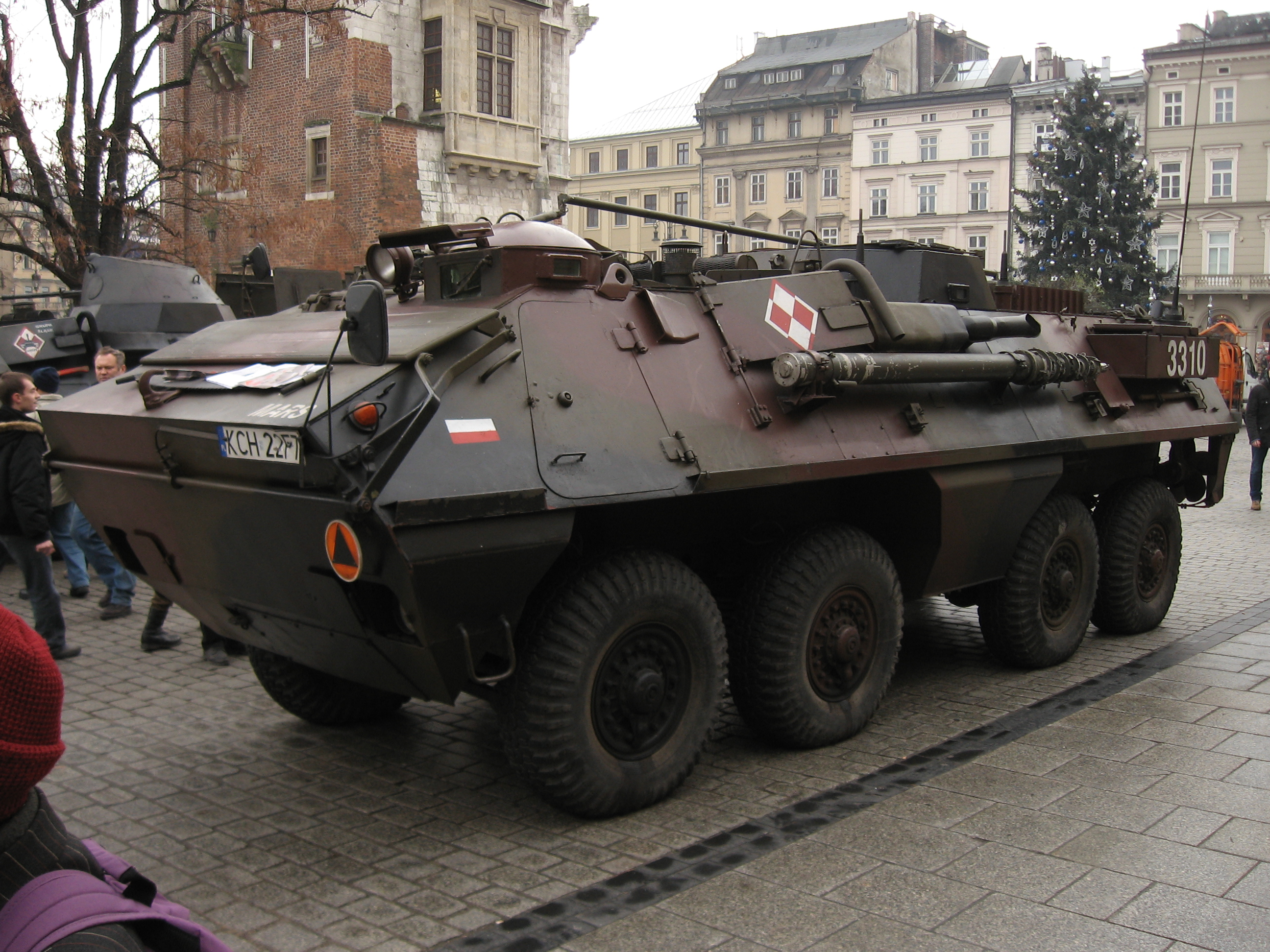
克拉科夫中央集市广场上的一辆OT-64C(1A)
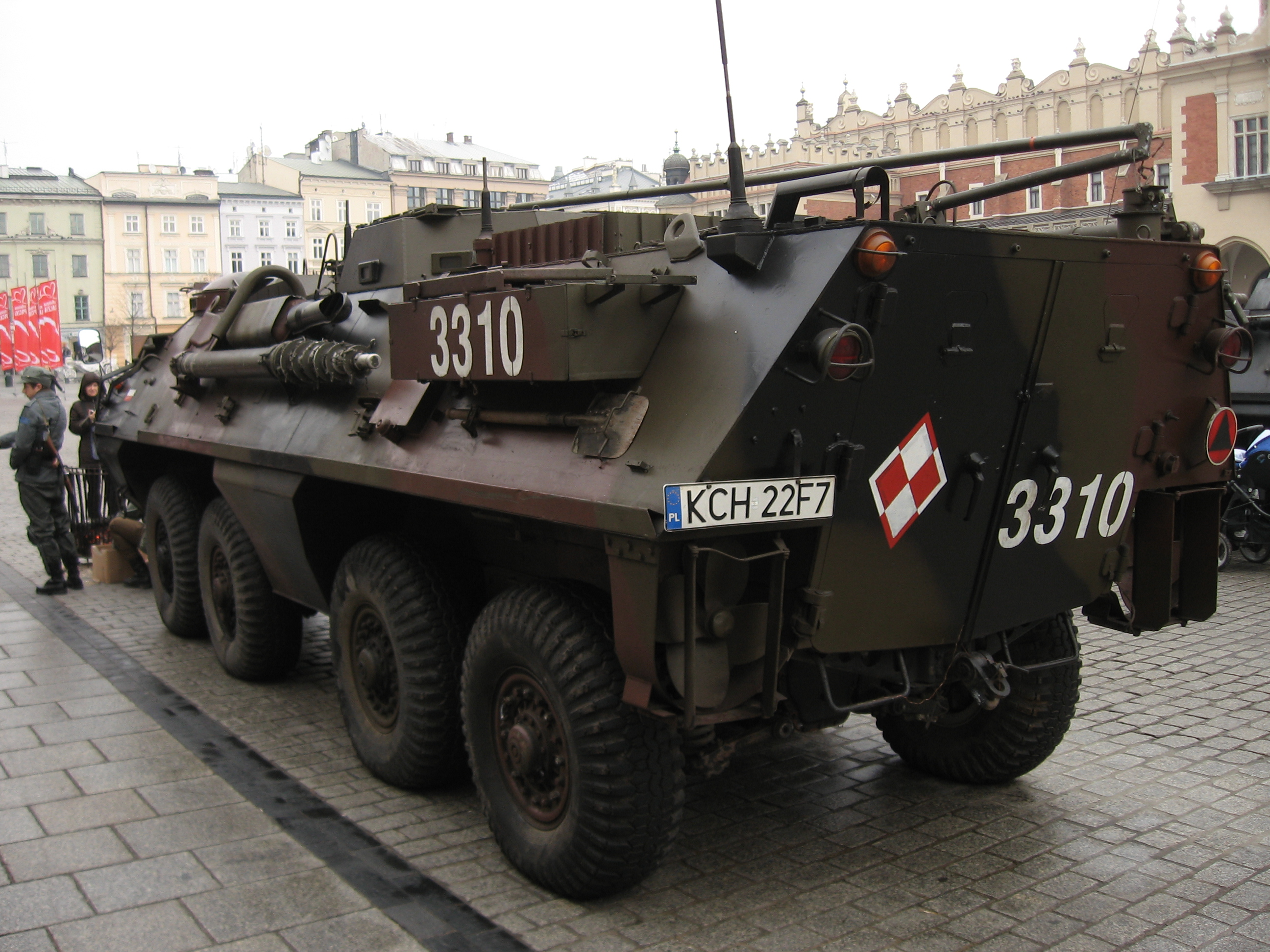
克拉科夫中央集市广场上的一辆OT-64C(1A)
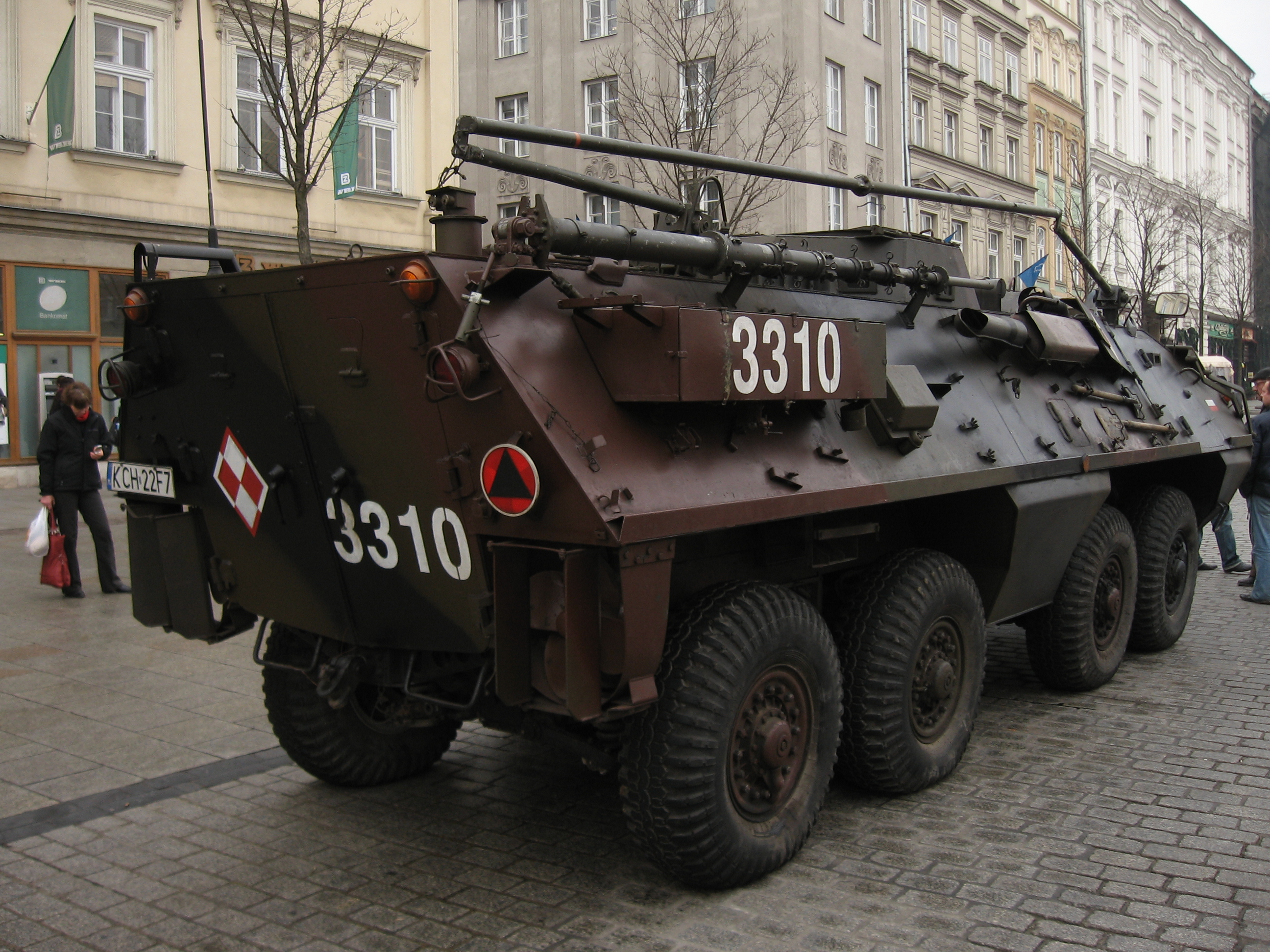
克拉科夫中央集市广场上的一辆OT-64C(1A)
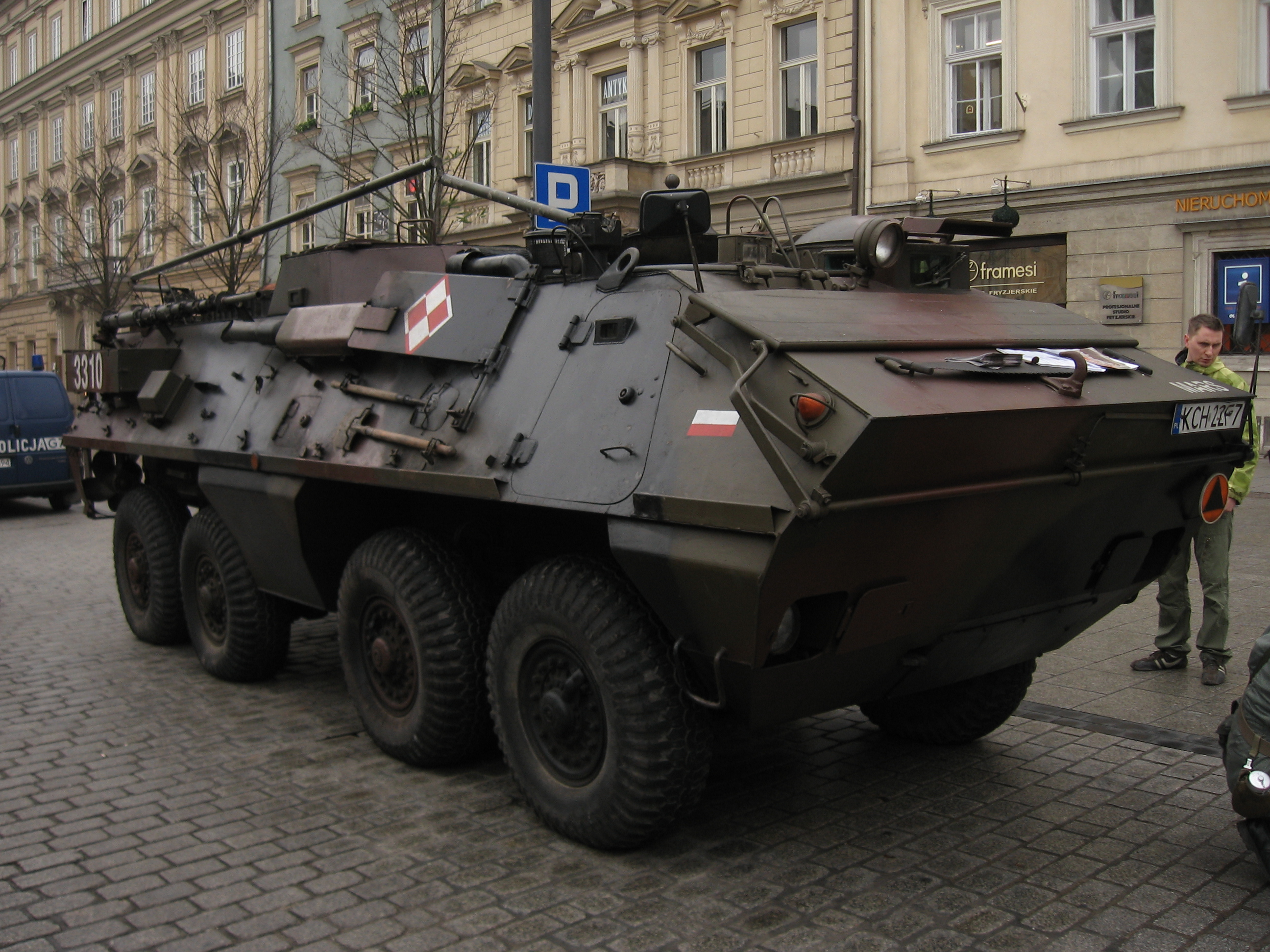
克拉科夫中央集市广场上的一辆OT-64C(1A)
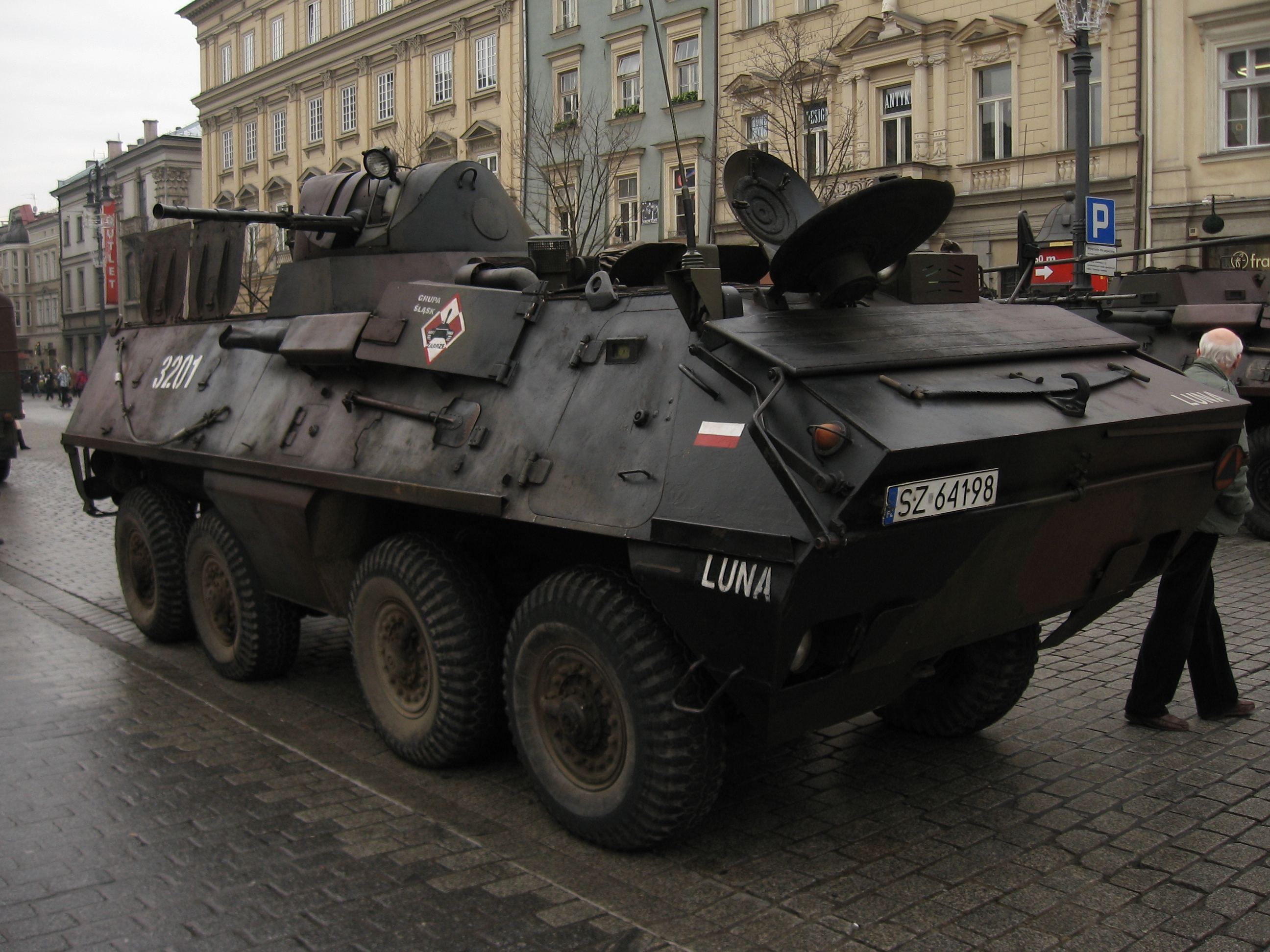
克拉科夫中央集市广场上的一辆OT-64C(2)
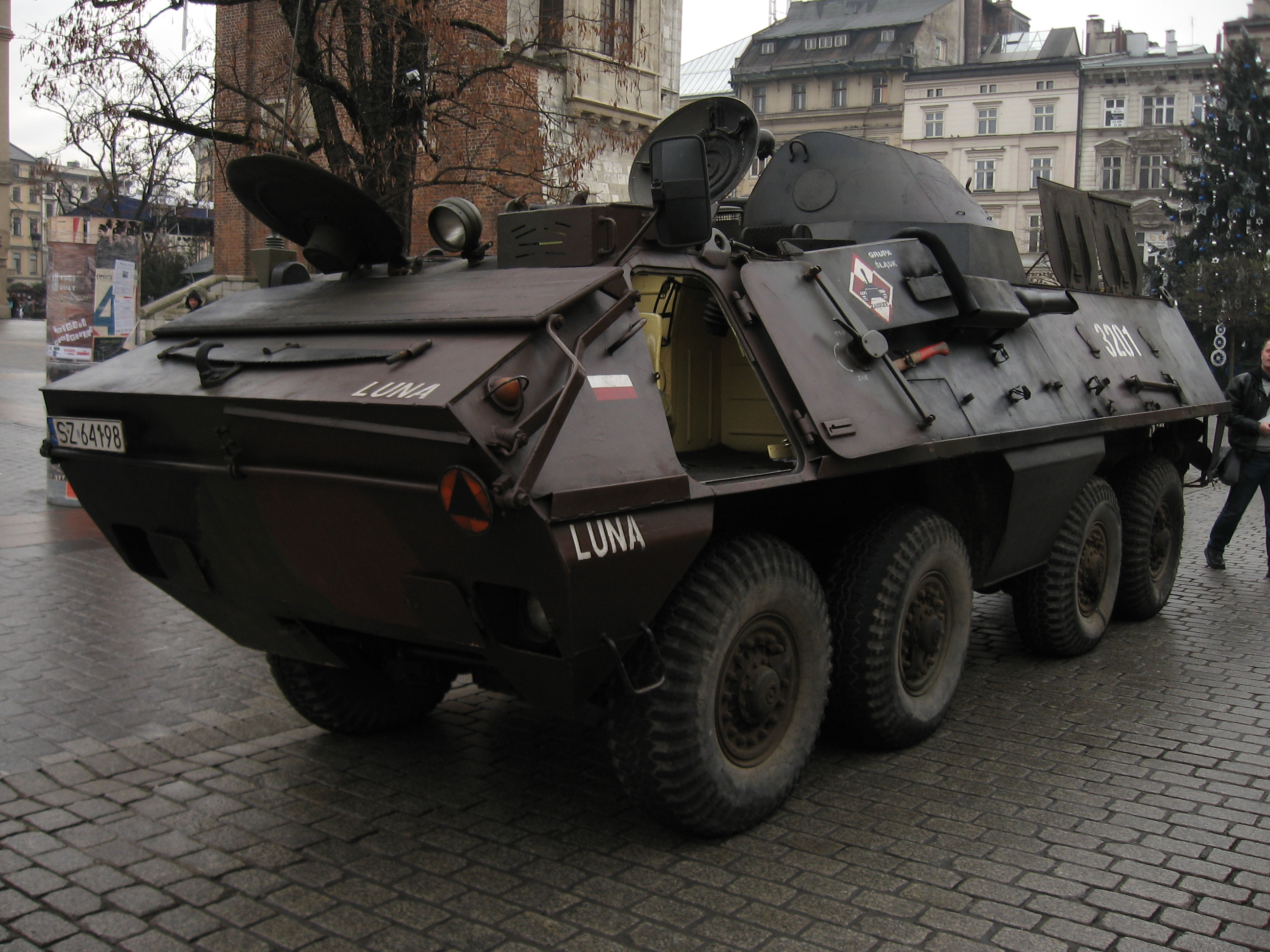
克拉科夫中央集市广场上的一辆OT-64C(2)
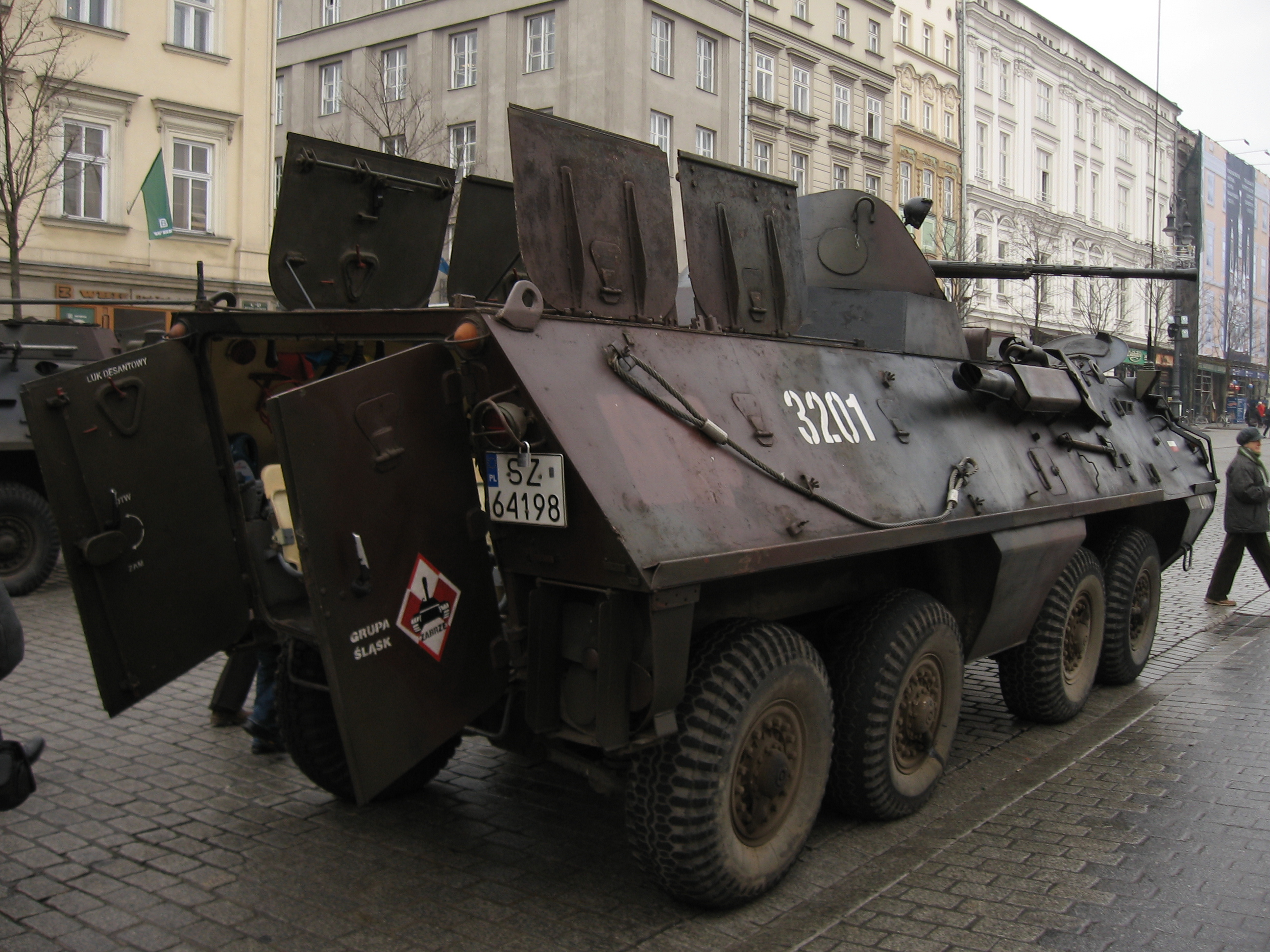
克拉科夫中央集市广场上的一辆OT-64C(2)
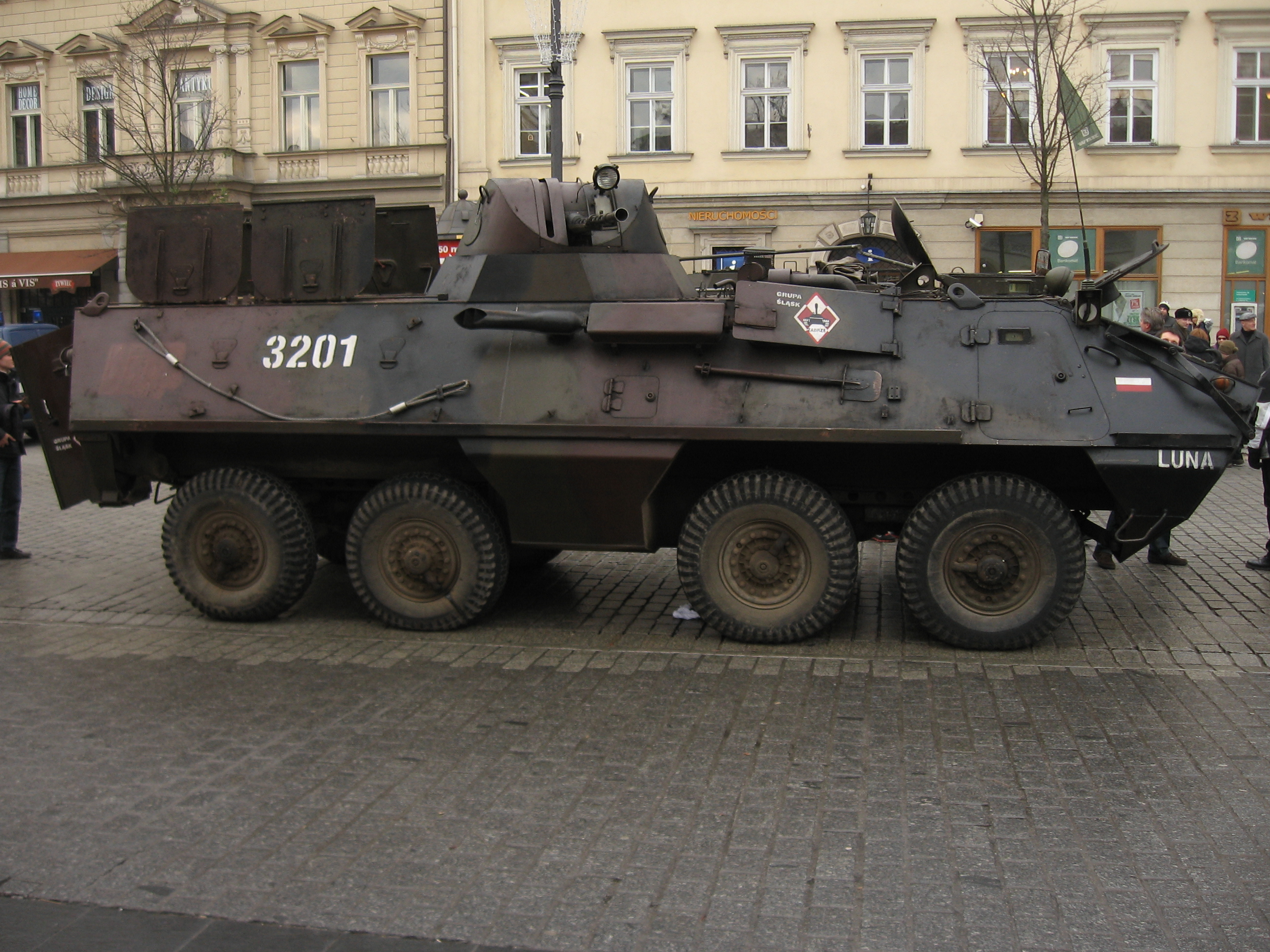
克拉科夫中央集市广场上的一辆OT-64C(2)
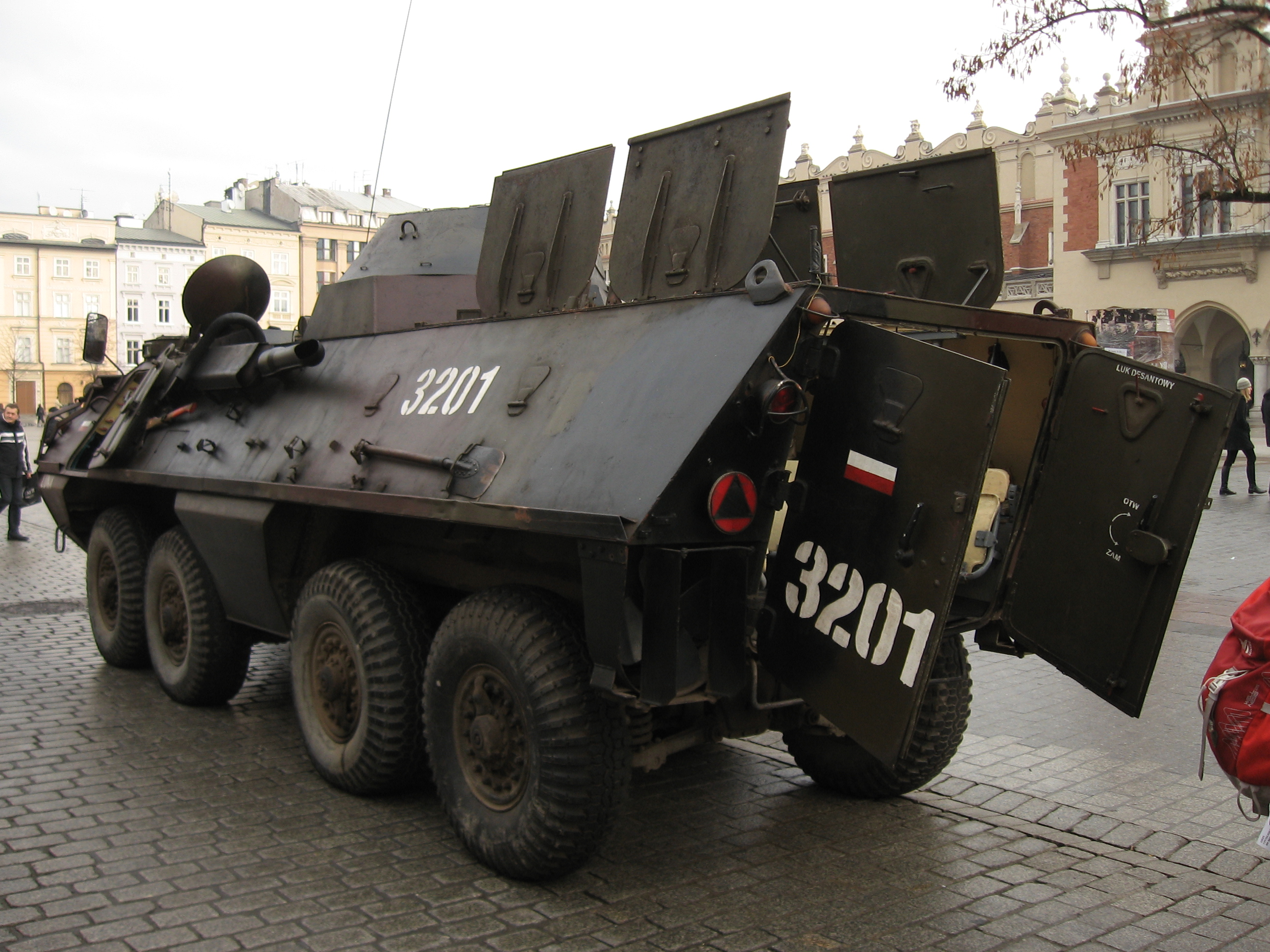
克拉科夫中央集市广场上的一辆OT-64C(2)
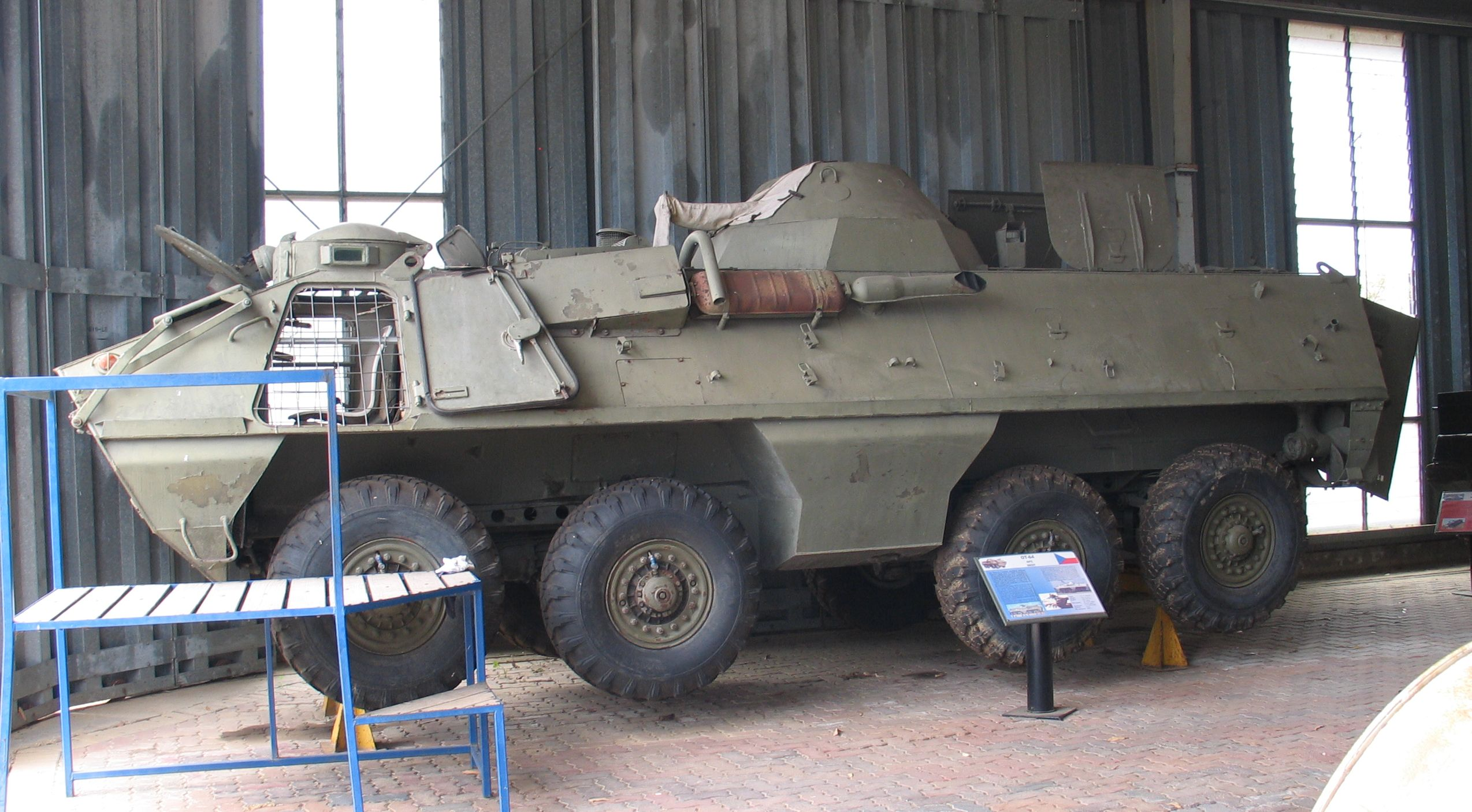
一辆OT-64 APC，位于澳大利亚维多利亚州普卡普尼亚尔（英语：Puckapunyal）澳大利亚皇家装甲兵纪念馆和陆军坦克博物馆（英语：Royal Australian Armoured Corps Memorial and Army Tank Museum）。
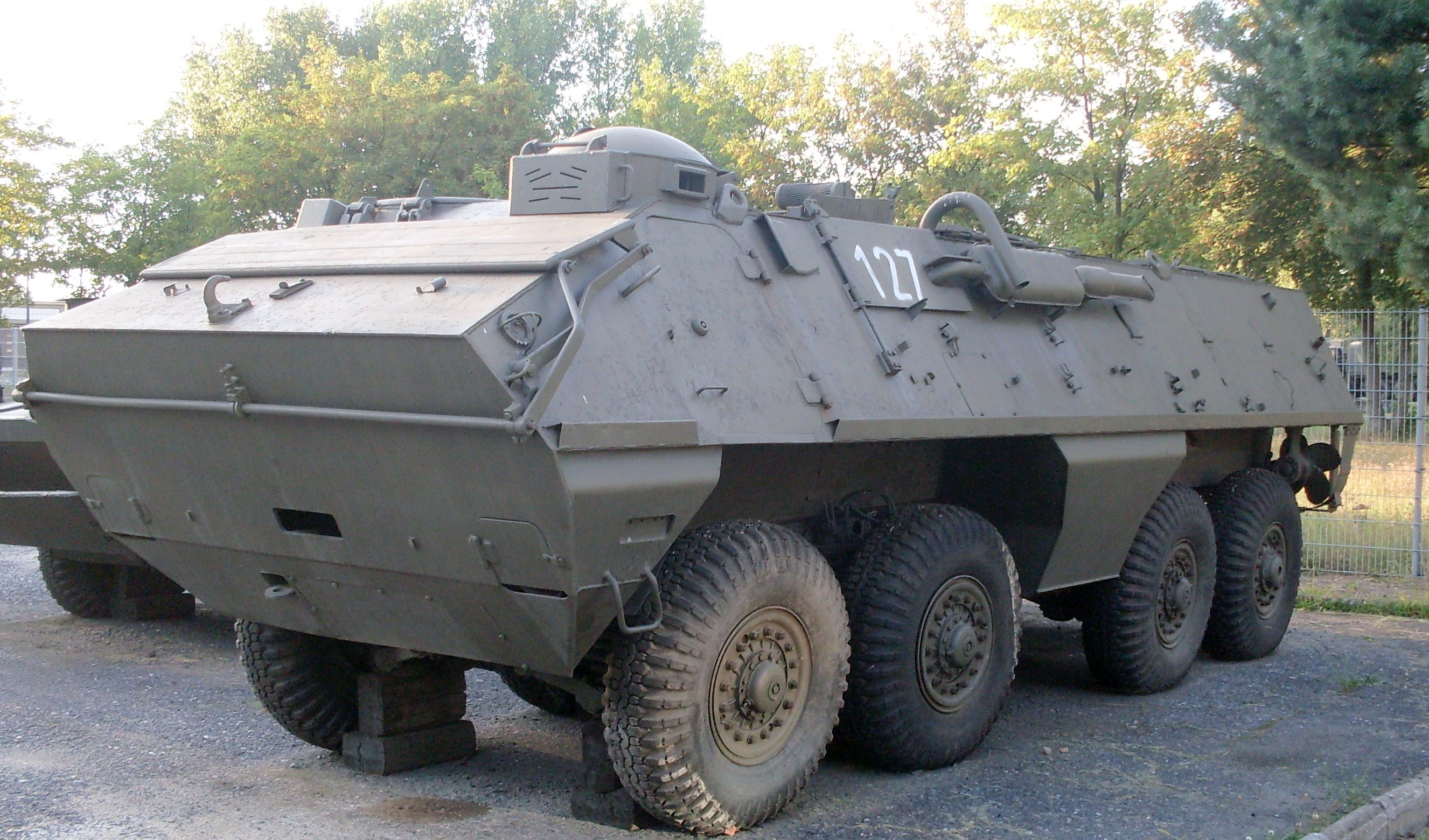
OT-64
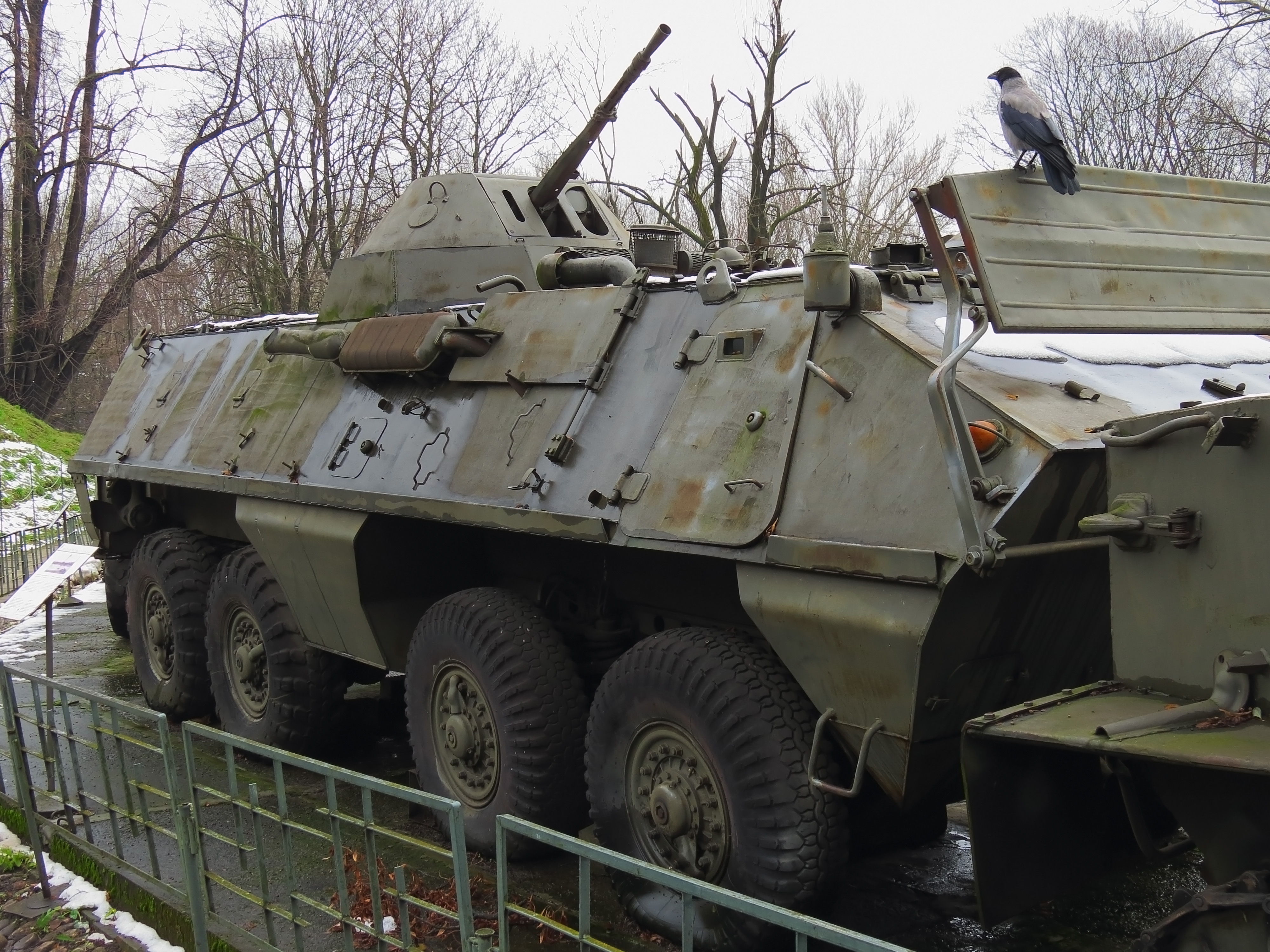
波兰陆军博物馆的一辆OT-64C
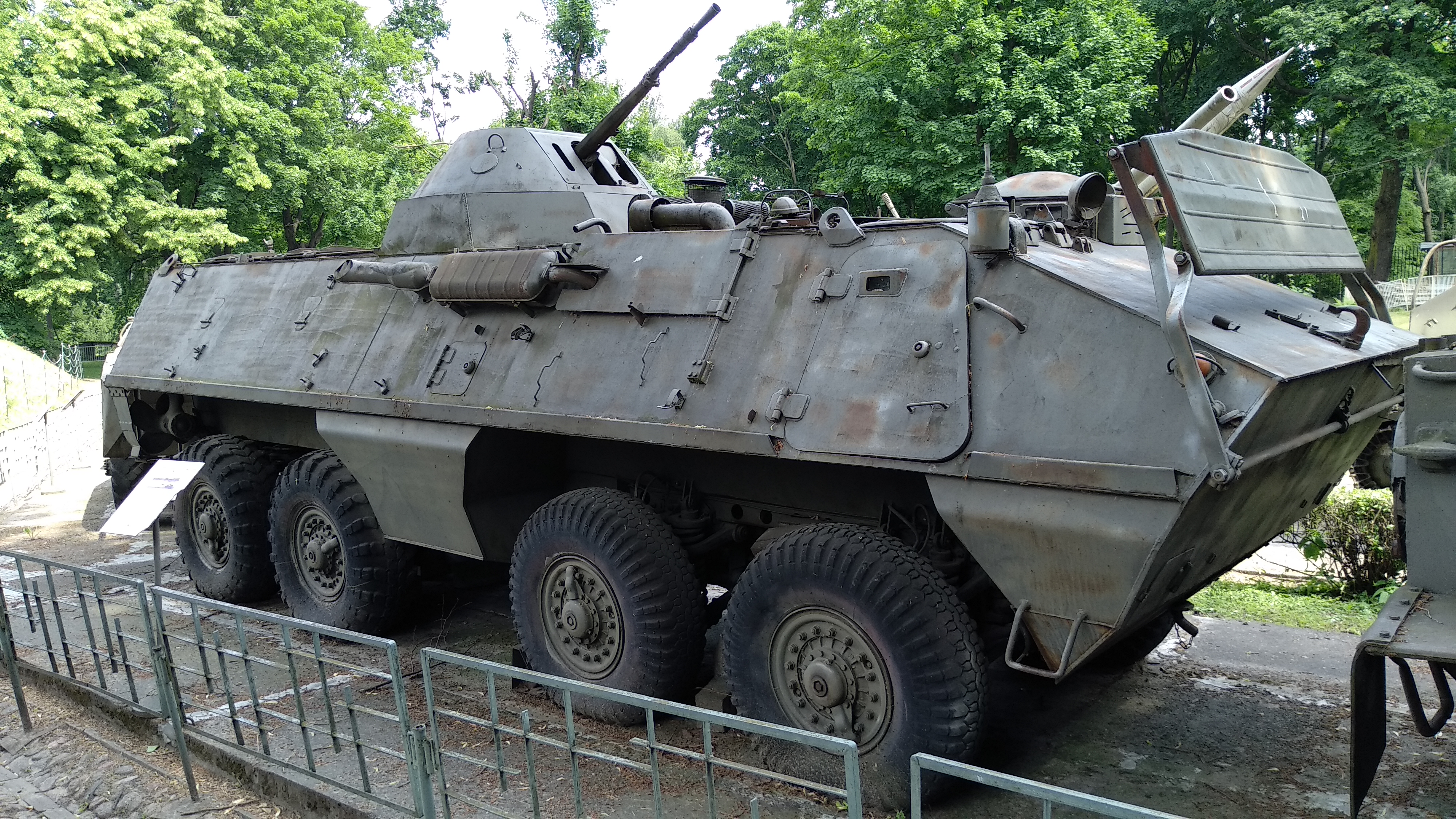
波兰陆军博物馆的一辆OT-64C
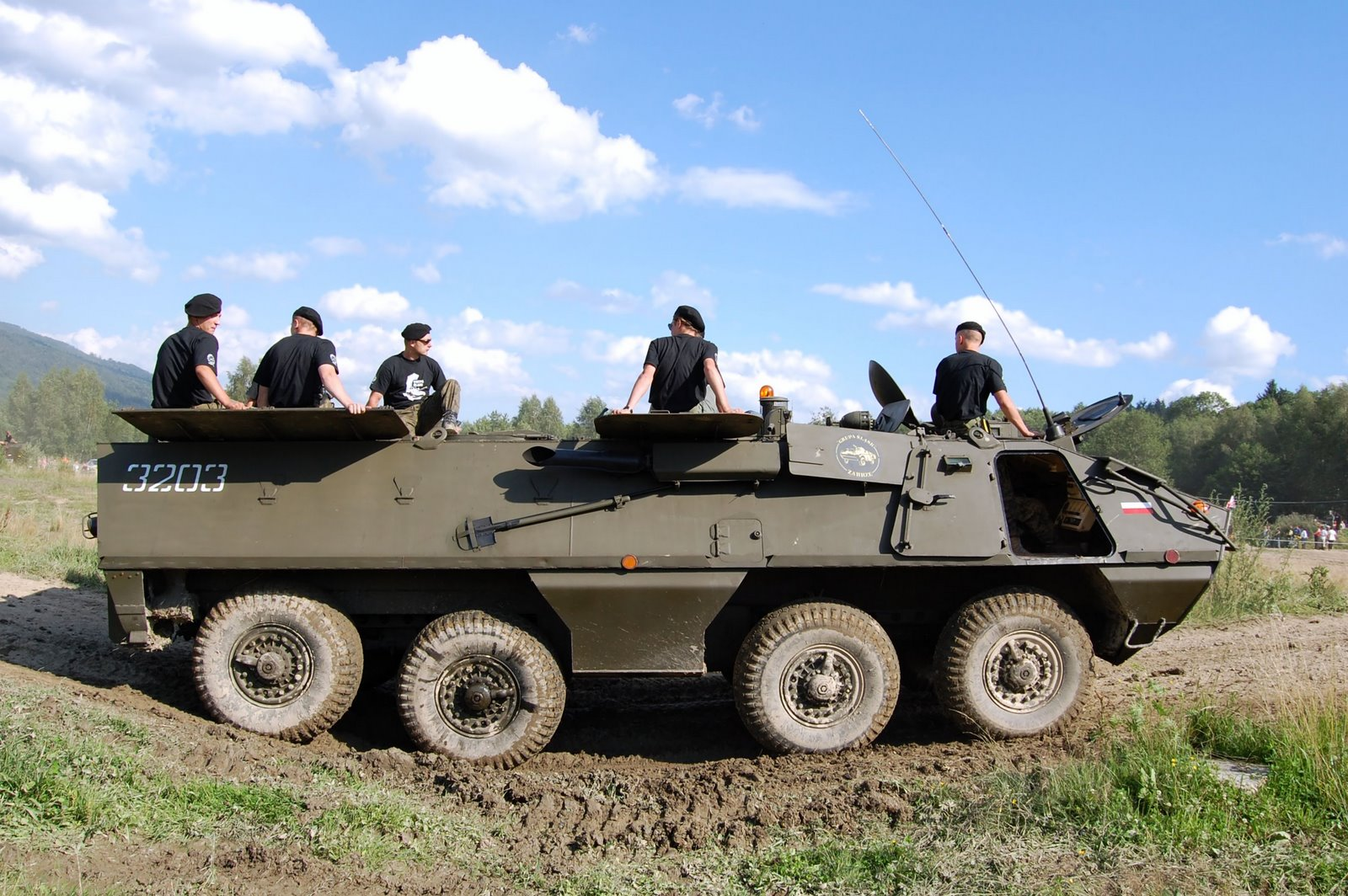
OT-64
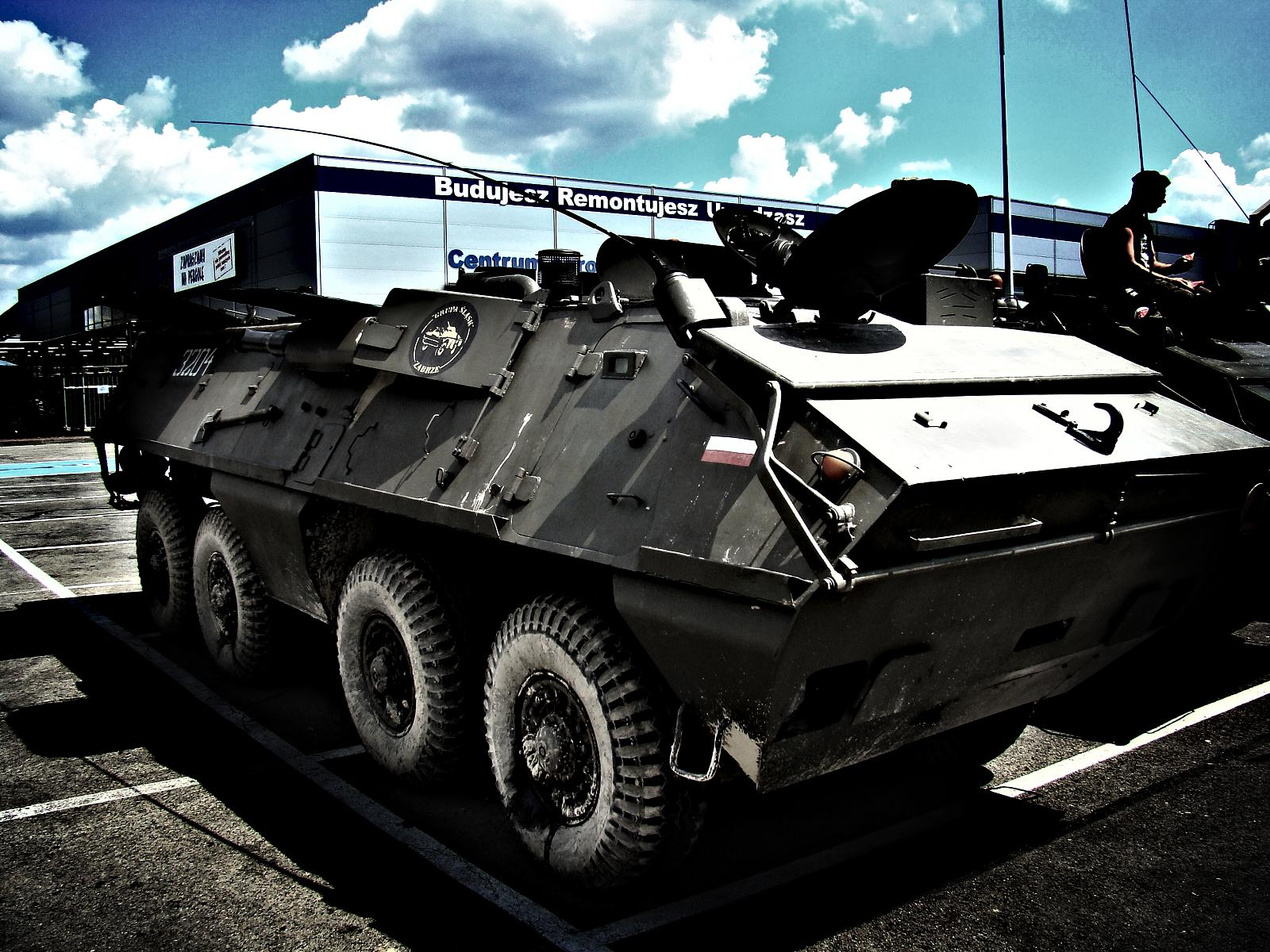
OT-64
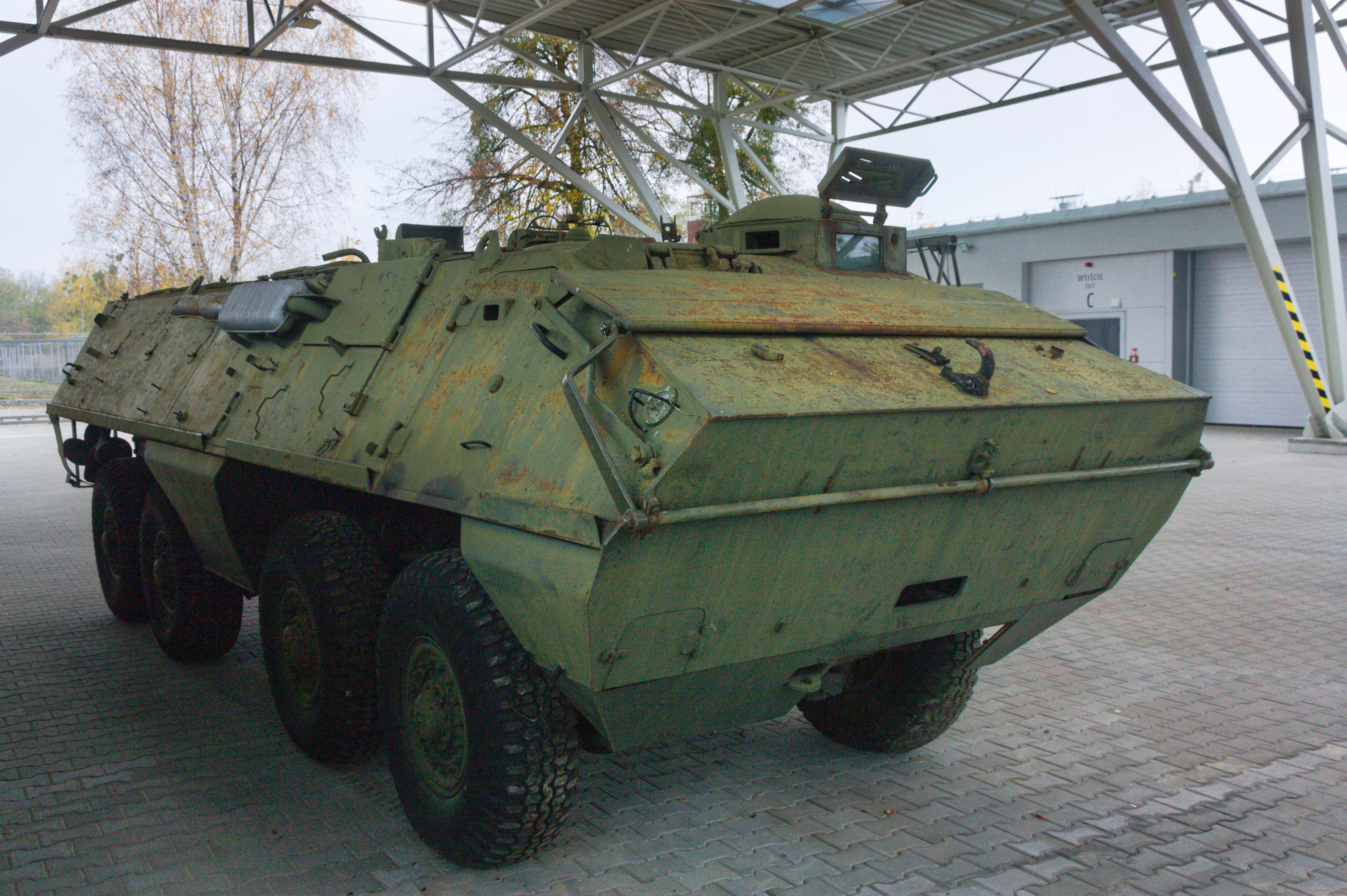
波兹南装甲兵器博物馆（英语：Armored Weaponry Museum, Poznań）的一辆OT-64
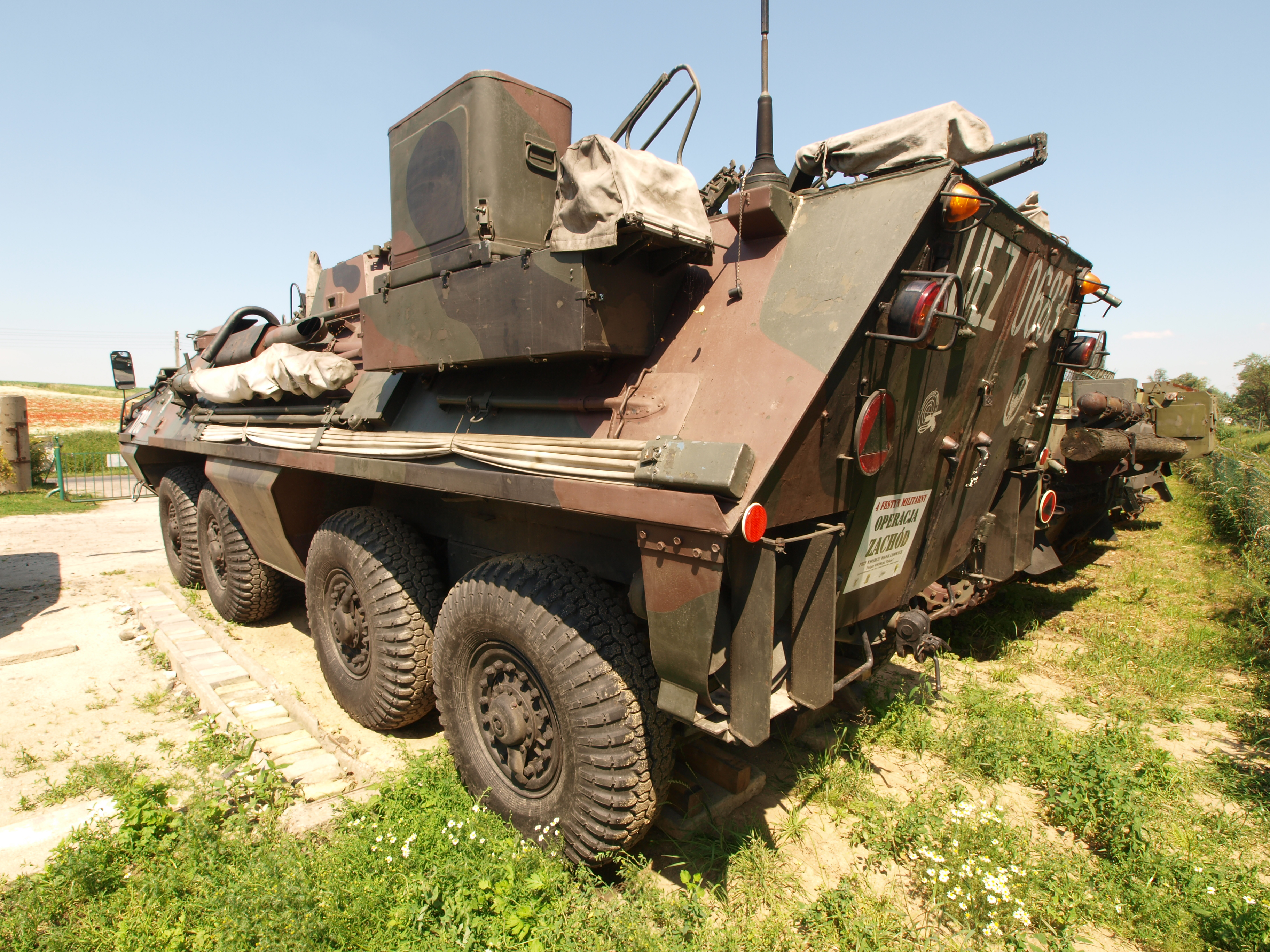
OT-64
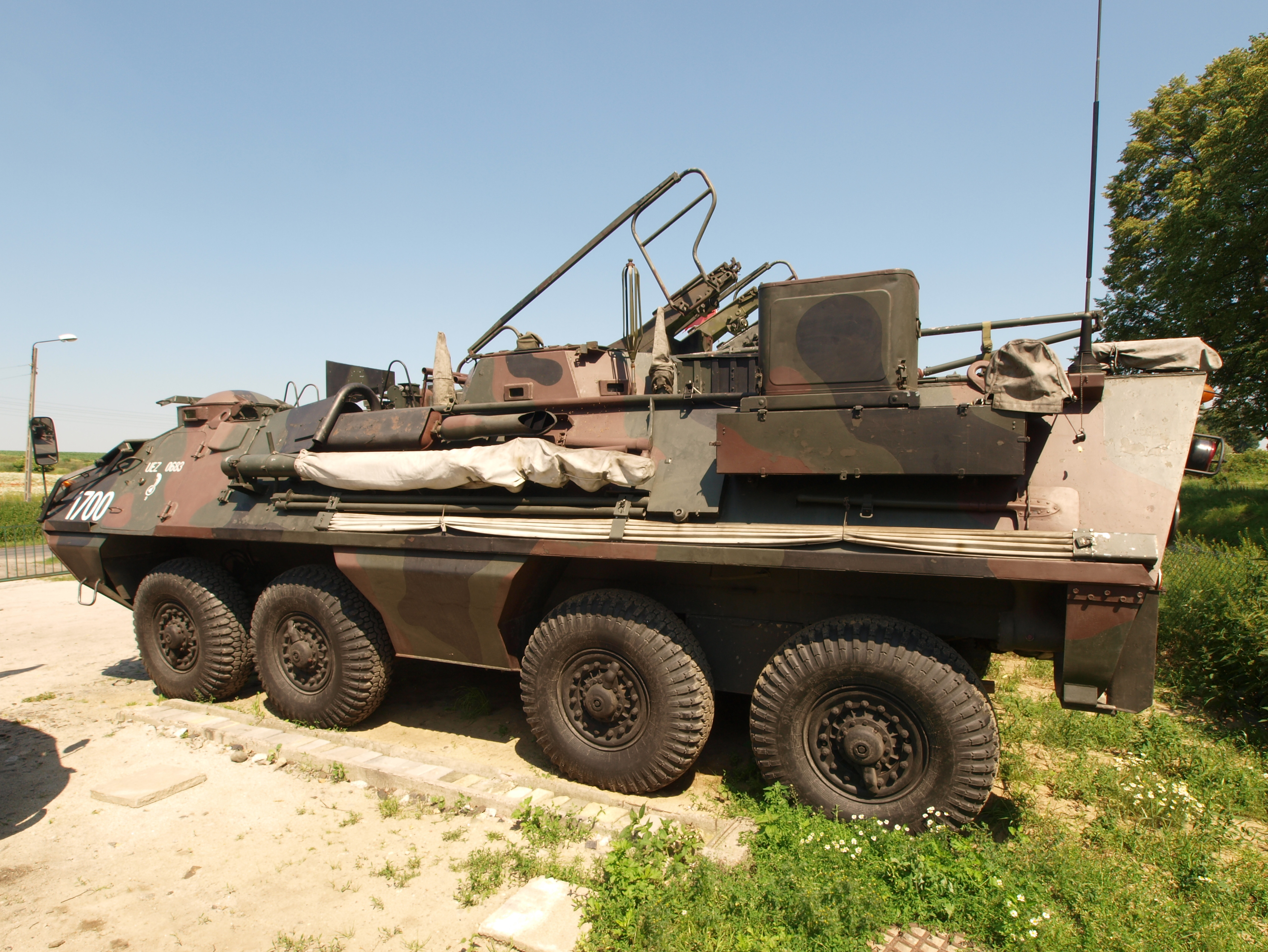
OT-64
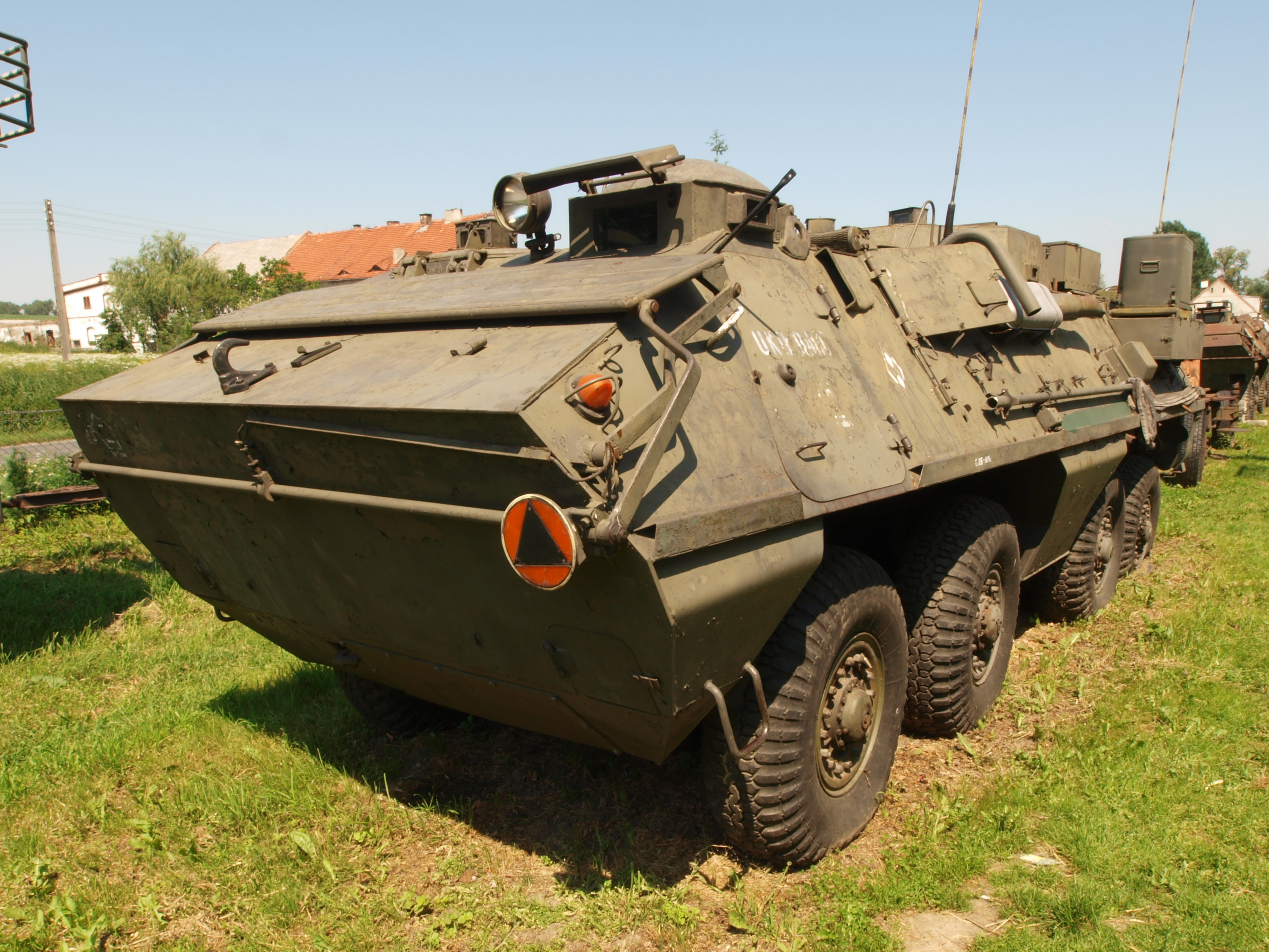
OT-64
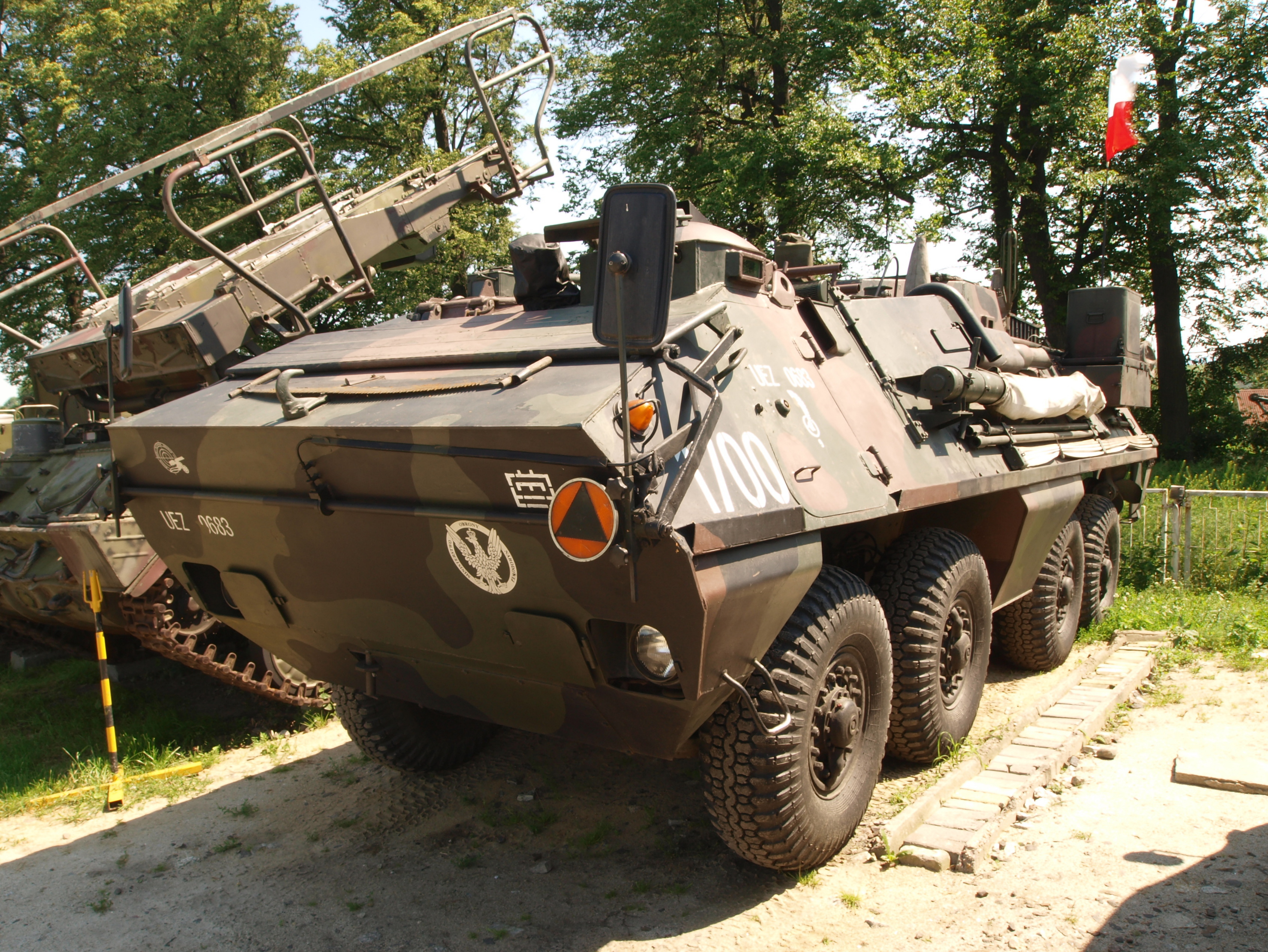
OT-64
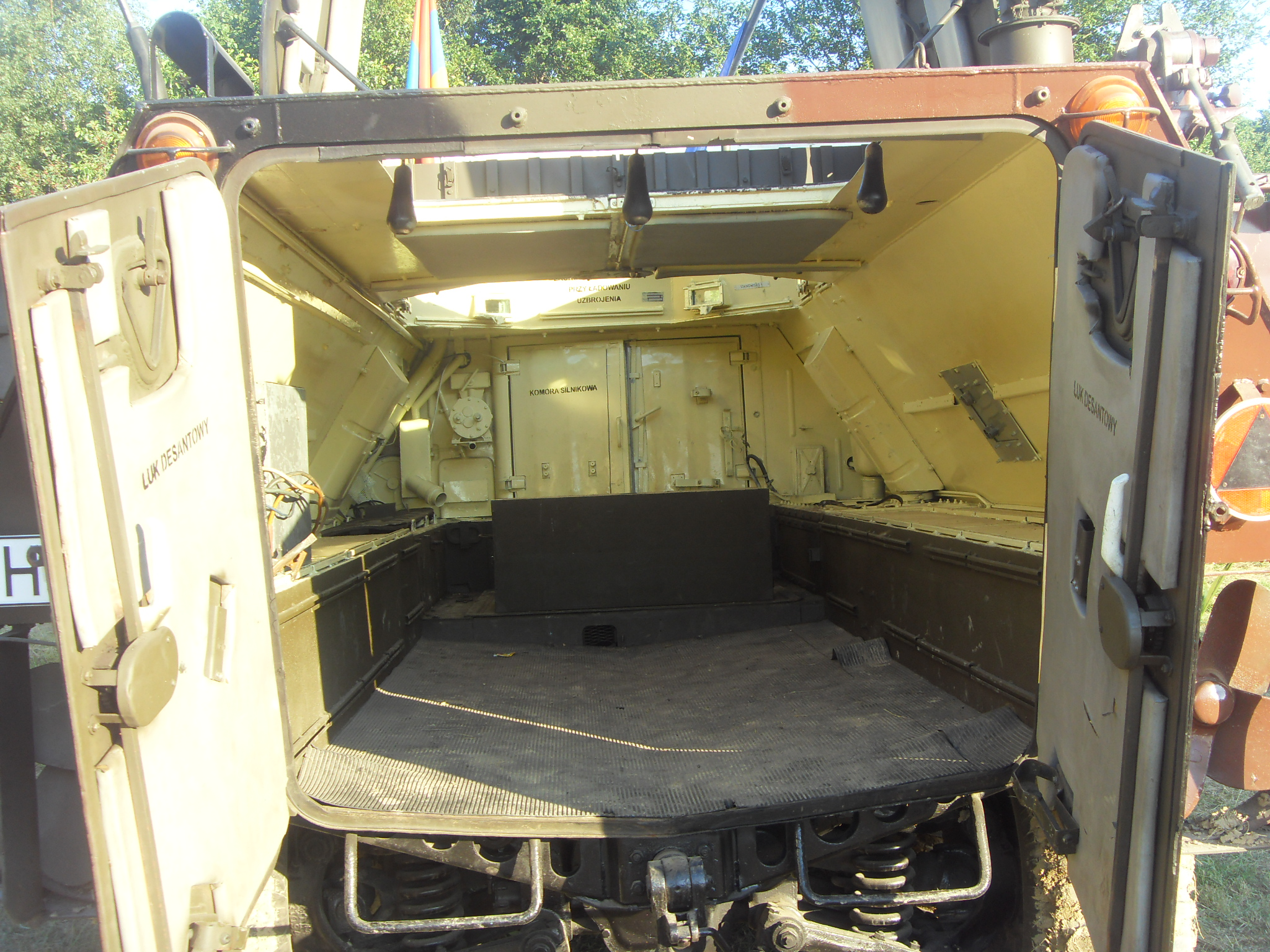
OT-64车舱内部

## 引文
1. 1 2 3 4 5 6 7 8 9 10 11 12 13 14 15 16 17 18  .   [2008-01-04]. （原始内容存档于2008-01-08）.
2. 1 2 3  .   [2016-01-06]. （原始内容存档于2015-11-24）.
3. 1 2 3  Michal BURIAN; Josef DÍTĚ; Martin DUBÁNEK. . 第1版. 布拉格: Grada. 2010  [2024-04-23]. ISBN 9788024732831. （原始内容存档于2024-04-23） （捷克语）.
4. 1 2 3  Jerzy Kajetanowicz. . Zeszyty Naukowe. 2016年第2期 (塔德乌什·柯斯丘什科将军陆军军事大学). ISSN 1731-8157. OCLC 1051290337 （英语）.
5. ↑  Jerzy Kajetanowicz. . Journal of Science. 180期（2016年第2期） (塔德乌什·柯斯丘什科将军陆军军事大学). 2016-04-01: 36-61. ISSN 1731-8157. OCLC 7379219060 （英语）.
6. 1 2 3  Czesław Kubiaczyk; Janusz Magnuski. Adam Karaś; Wanda Stefanowska , 编. . Seria: Typy broni i uzbrojenia, vol. 9. 华沙: Bellona Publishing House. 1971. OCLC 804435183 （波兰语）.
7. ↑  . 2016-09-16  [2017-01-25]. （原始内容存档于2017-02-02） –http://www.minv.sk/?predsednictvo-eu-mv&sprava=na-bezpecnost-pocas-neformalneho-summitu-eu-v-bratislave-dohliadalo-vyse-4-tisic-policajtov.
8. 1 2 3 4 5 6  .   [2007-12-26]. （原始内容存档于2008-05-01）.
9. ↑  Michal, Burian; Josef, Dítě; Martin, Dubánek. . 1987-01: 143  [2014-05-31]. ISBN 9780710207203. （原始内容存档于2024-04-20）.
10. ↑  . www.armedconflicts.com. 2024-04-21  [2024-04-20]. （原始内容存档于2024-04-20） （英语）.
11. ↑  . www.ztsspecial.sk. 2024-04-21  [2024-04-20]. （原始内容存档于2024-04-18） （英语）.
12. ↑  . www.army-guide.com. 2024-04-21  [2024-04-20]. （原始内容存档于2024-04-20） （英语）.
13. ↑  . brykacz.com.pl. 2024-04-21  [2024-04-20]. （原始内容存档于2024-04-20） （波兰语）.
14. 1 2 3 4 5 6 7 8 9 10 11 12 13 14 15  .   [2012-01-02]. （原始内容存档于2009-08-05）.
15. ↑  Algerian army 的存檔，存档日期2009-05-29. armyrecognition.com
16. ↑  Egyptian army 的存檔，存档日期2009-05-14. armyrecognition.com
17. ↑  .   [2012-01-06]. （原始内容存档于2012-11-07）.
18. ↑  Kominek, Jiri. . IHS Jane's 360. 布拉格, 捷克. 2017-05-17  [2017-05-18]. （原始内容存档于2017-05-18）.
19. ↑  Cooper, Tom; Fontanellaz, Adrien. . Batailles et Blindés. No. 75 (Caraktère). 2016-10: 72–81. ISSN 1765-0828 （法语）.
20. ↑  . LIGA.net. 2023-02-09 11:36  [2024-04-24]. （原始内容存档于2024-04-24） （乌克兰语）.
21. ↑  . Мілітарний. 2023-02-09  [2024-04-21]. （原始内容存档于2023-02-09） （乌克兰语）.
22. ↑  .   [2008-04-22]. （原始内容存档于2008-03-31）.
23. ↑  . （原始内容存档于2008-08-07）.
24. ↑  MILITARIUM – Wojsko Polskie – Uzbrojenie 的存檔，存档日期2013-08-26.
25. ↑  . （原始内容存档于2008-08-02）.

## 书籍
- . 坦克装甲车辆. 2003-10-13  [2024-04-25]. （原始内容存档于2024-04-25） （中文）.
- Jerzy Kajetanowicz（波兰语：Jerzy Kajetanowicz）. . Poligon. 第5期: 12-18. 2010  [2024-04-24]. （原始内容存档于2024-04-24） （波兰语）.
- Jerzy Kajetanowicz. . 琴斯托霍瓦. 2018  [2024-04-23]. ISSN 2657-3342. OCLC 1242161594. （原始内容存档于2024-04-23） （波兰语）.
- Philip Terwhitt. . 克拉根福: Neuer Kaiser Verlag. 2008. ISBN 9783704331977. OCLC 813894283.
- Janusz Magnuski. . Bellona Publishing House. 1985. ISBN 9788311069909. OCLC 835911671.
- Jerzy Paszkowski. . 华沙: Bellona Publishing House. 1998. ISBN 9788311088894. OCLC 1412884967 （波兰语）.
- Pierre PETIT. . 防务和国际安全（法语：Défense et Sécurité internationale）. 132期（2017年11至12月号）. 2017-11-01: 102-103  [2024-04-23]. ISSN 1772-788X. OCLC 9990400036. （原始内容存档于2024-04-23） （法语）.